# Рейнджерс (футбольный клуб)
«Ре́йнджерс» (англ. Rangers Football Club, английское произношение: [ˈreɪndʒəz]; гэльск. Club Ball-coise Rangers) — шотландский профессиональный футбольный клуб из города Глазго, основанный в 1872 году.
Самый титулованный футбольный клуб Шотландии по числу завоёванных титулов в чемпионате (55 побед) и Кубке шотландской лиги (27). Один из старейших футбольных клубов чемпионата Шотландии. Действующий участник шотландского Премьершипа. Домашние матчи проводит на стадионе «Айброкс», который вмещает более 50 000 зрителей.

## История клуба

### Основание и ранние годы (1872—1899)

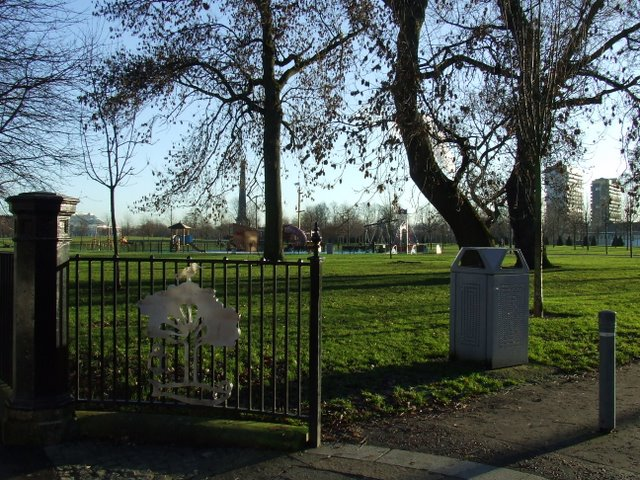
Место рождения «Рейнджерс» — Глазго Грин

Футбольный клуб «Рейнджерс» был основан четырьмя молодыми шотландцами: братьями Питером и Мозесом Макнили, а также Питером Кэмпбэллом и Вильямом Макбетом в марте 1872 года. Как было нередко в те времена, у основателей команды не было ни денег, ни спортивной формы, ни даже мяча. Однако был огромный энтузиазм и юношеская мечта, в итоге ставшая отправной точкой в истории одной из лучших футбольных команд не только Шотландии, но и Великобритании.
В мае 1872 года был сыгран первый матч — товарищеская встреча с клубом «Калландер» на общественных полях «Глазго Грин», которая закончилась ничьей 0:0. Ещё один товарищеский матч, сыгранный в том году, был против команды, называющейся «Клайд» (не имеющей отношения к существующему футбольному клубу «Клайд»), окончившийся победой со счётом 11:0. Это был первый матч в истории клуба, который команда сыграла в ставшей потом традиционной, синей форме. Официально датой основания «Рейнджерс» считается 15 июля 1873 года, когда клуб провёл первое ежегодное собрание и был выбран состав участников. Там же было и учреждено название «Рейнджерс» предложенное Мозесом Макнили и взятое им из книги о регби, предположительно являющееся названием одной из местных команд.
К 1886 году «Рейнджерс» в значительной мере вырос как клуб, а один из её игроков — Мозес Макнили, впервые представил страну на международном уровне приняв участие в матче Шотландия — Уэльс. В 1877 году клуб достиг финала Кубка Шотландии, а также принял участие в Кубке Англии, где на стадии полуфинала был выбит «Астон Виллой». В 1888 году состоялось первое в истории дерби «Старой Фирмы» в котором, «Селтик» обыграл «Рейнджерс» со счётом 5:2.
В сезоне 1890/91 клуб стал одним из 11 участников новосформированной Футбольной лиги Шотландии. К этому моменту «Джерс» уже выступали на стадионе «Айброкс». Свой первый матч в лиге «Рейнджерс» сыграл 16 августа 1890 года победив со счётом 5:2 «Харт оф Мидлотиан». Сам сезон сложился для команды крайне удачно. В финальной игре сезона «Рейнджерс» встретился с «Дамбартоном». Ввиду того, что победитель никак не определялся, команды разделили чемпионство в том сезоне, чего в истории лиги больше никогда не случалось. Свой первый успех в Кубке Шотландии клуб отпраздновал только в 1894 году, до этого дважды терпев неудачу в финалу в 1877 и 1879 годах. Желанный трофей принесла победа над «Селтиком» со счётом 3:1.
Девятнадцатый век «Рейнджерс» закончил победой в Кубке Шотландии в 1897 и 1898 годах, а также победой в чемпионате Шотландии в 1899 году, в течение которого не проиграл ни один из своих 18 матчей. Это достижение команда смогла повторить лишь в сезоне 2013/14.

### Эра Уилтона (1899—1920)

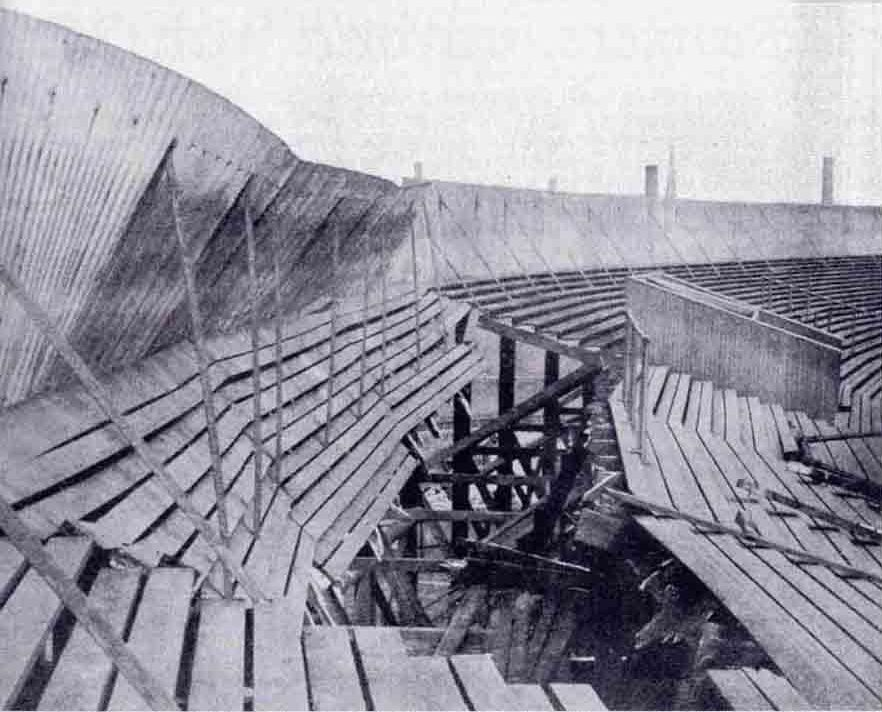
«Айброкская трагедия» 1902 года.

27 мая 1899 года «Рейнджерс» официально стал акционерным обществом. Первым менеджером «Рейнджерс» стал Вильям Уилтон человек, не имевший к футболу никакого отношения. Перед клубом стояла задача развиться в эффективную бизнес-структуру, а Уилтон как раз обладал незаурядными администраторскими способностями. Ответственность за тренировочный и игровой процесс была возложена на самих футболистов, и клуб функционировал фактически без тренерского руководства. В 1899 году «Рейнджерс» обзаводится свой ареной «Айброкс», являющейся клубным стадионом и по сей день. В те годы, популярность клуба росла настолько стремительно, что рассчитанная на 40 000 мест арена быстро стала малой для болельщиков и гостей клуба. Помимо этого, в Глазго были сосредоточены другие крупные спортивные объекты из-за конкуренции с которыми, всего за пару лет, благодаря методу террасирования «Айброкс» был расширен до 75 000 мест. В итоге, в 1902 году это привело к непоправимой трагедии. Из-за обрушения одной из трибун арены погибло 25 человек и ещё 517 получили ранения. Однако, несмотря на риск и опасность, болельщики все равно занимали места неподалёку от пропасти.

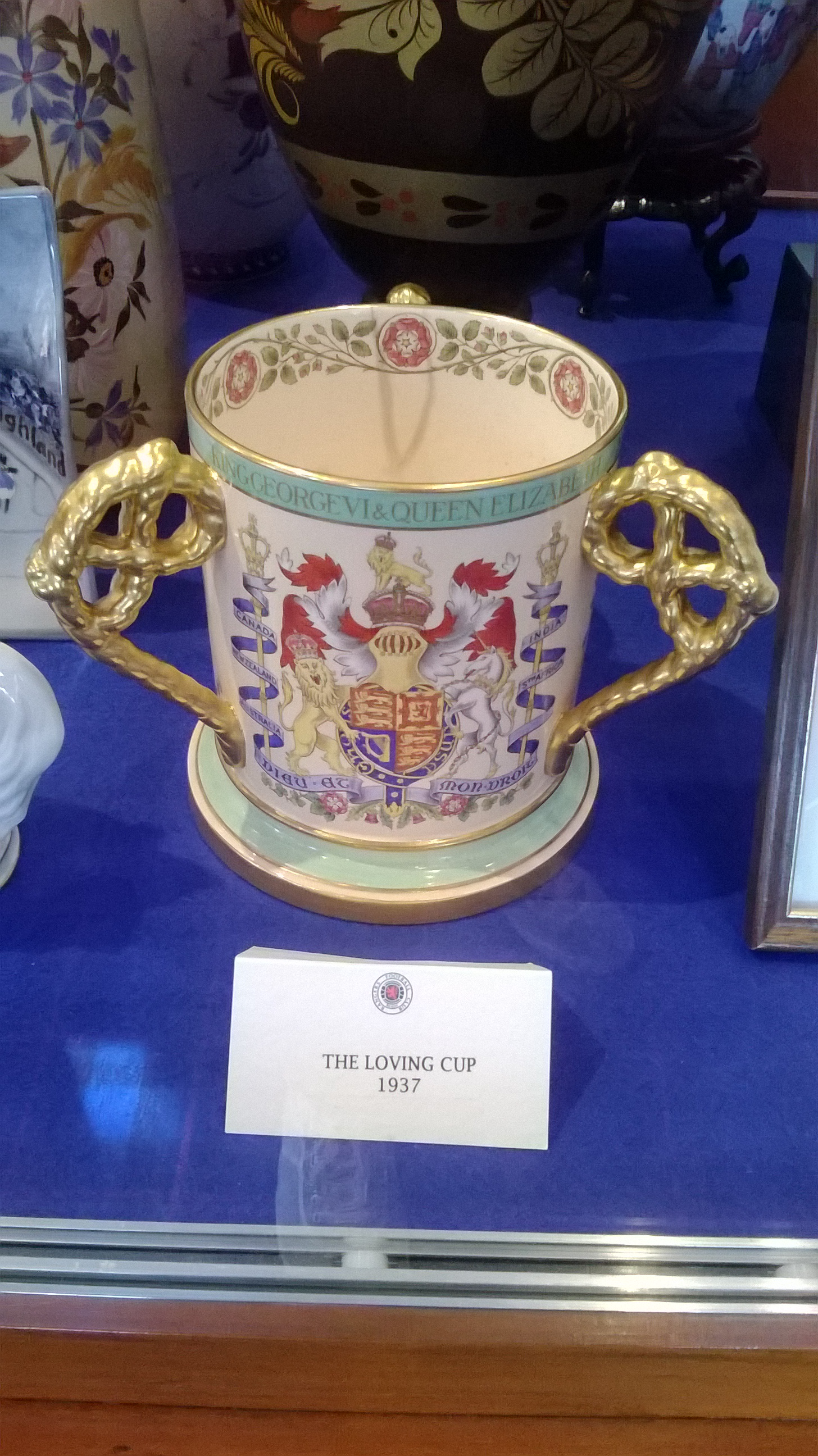
Церемония «чаши любви» открывает каждую первую домашнюю игру нового года на «Айброкс»

В период с 1902 по 1910 год в чемпионате Шотландии отмечался период доминации «Селтика», несмотря на то, что в 1909 году «Рейнджерс» имел возможность взять свой третий дубль. С 1910 по 1913 год последовал недолгий период чемпионств «Рейнджерс», после чего инициатива в чемпионате переходила из рук в руки. Так потеряв чемпионский титул в 1919 году, в 1920 году «Рейнджерс» продемонстрировал один из своих лучших сезонов в своей истории, вновь став чемпионом. В мае 1920 года всего на следующий день после окончания сезона Уильям Уилтон трагически погибает. Всего за время работы Уилтона «Рейнджерс» выиграли 8 титулов чемпиона Шотландии.

### Эра Струта (1920—1954)
После смерти Уильяма Уилтона место у руля команды занял его помощник — Билл Струт. О времени его правления в Глазго до сих пор ходят легенды. Так, по одной из таких легенд, он требовал от игроков приходить на тренировку в рубашках со стоячим воротничком и галстуках, а также запрещал им когда-либо держать руки в карманах. За малейшую провинность в поведении нарушитель вызывался в кабинет к менеджеру и получал взбучку. Сам Струт держал у себя в кабинете дюжину двубортных костюмов и переодевался по три раза в день. На стадионе «Айброкс» сохранилось пианино, на котором Билл Струт любил играть после матчей, чтобы расслабиться и успокоиться.
Начало правления Струта ознаменовалось долгим периодом доминации «Рейнджерс» в чемпионате Шотландии. Так в период 20-х и 30-х годов под руководством Струта «Рейнджерс» выиграл 14 чемпионатов из 20-ти. Что касается Кубка Шотландии, примечательным моментом эры Струта стала череда побед в Кубке Шотландии в 1934, 1935, 1936 годах. В 1937 году на пути к четвёртому подряд трофею «Рейнджерс» неожиданно проигрывает в первом раунде скромной «Куин оф зе Саут». По иронии, это был первый матч в истории команды снятый на плёнку.

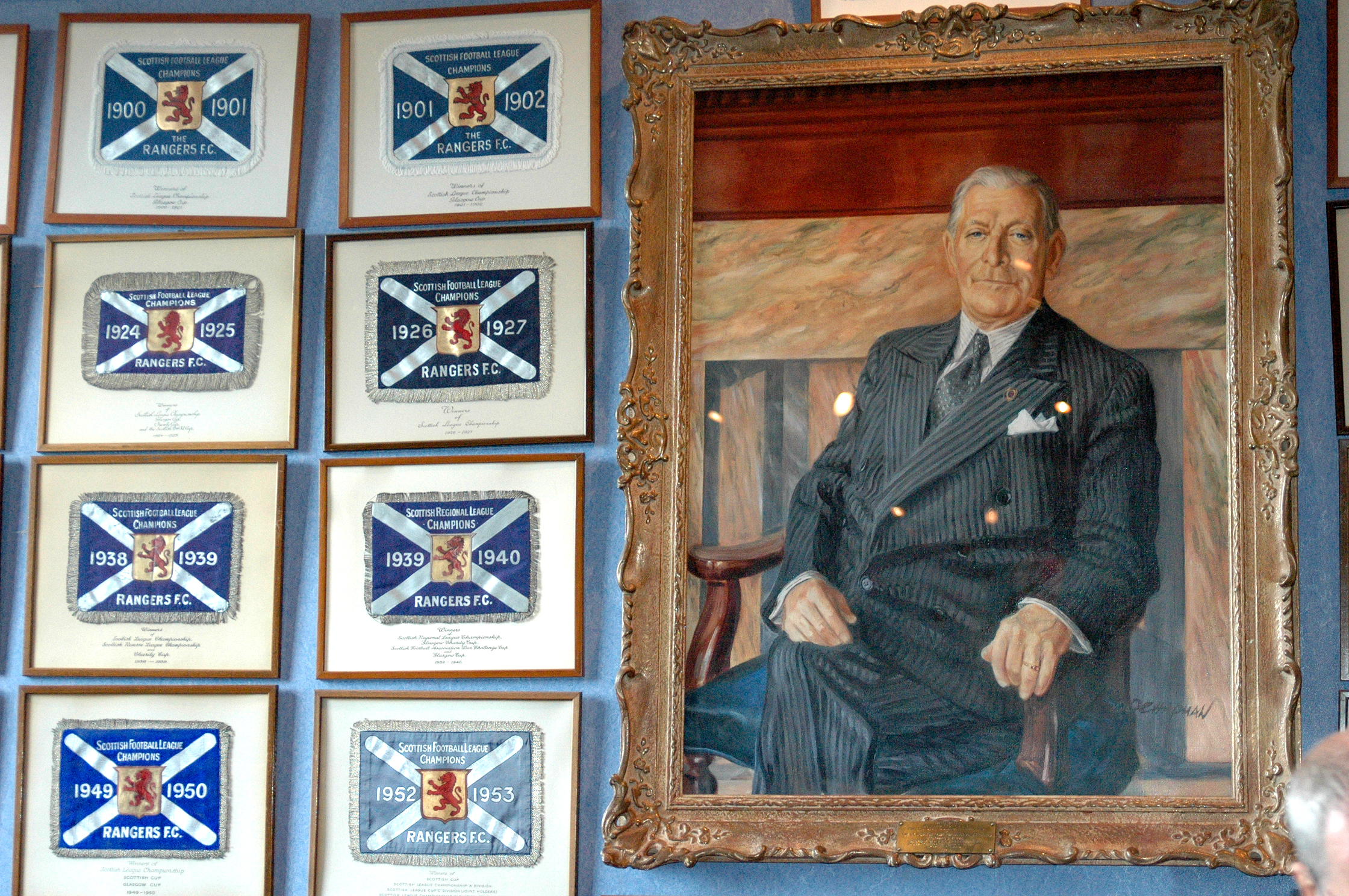
Портрет Билла Струта в комнате трофеев на «Айброкс»

28 ноября 1945 года на стадионе «Айброкс» состоялась встреча с московским «Динамо» — завершающий матч турне «динамовцев» по Великобритании. Игра завершилась вничью 2:2. В 1947 году после долгого отсутствия чемпионств, «Рейнджерс» вновь стал чемпионом Шотландии. Однако, не впечатлённый этим успехом, председатель клуба Джеймс Боуи, предложил 71-летнему Струту уступить своё место кому-то помоложе. К удивлению Боуи, руководство клуба, по большей мере состоявшее из бывших игроков клуба, вынудила председателя со скандалом уйти в отставку. Больше на «Айброкс» Боуи не возвращался.
В сезоне 1948/49 Струт стал первым менеджером в истории шотландского футбола выигравшим требл по итогам сезона. После этого, под его руководством «Рейнджерс» ещё дважды выигрывал дубль в 1950 и 1953 годах. В 1954 году после великолепных 34 лет у руля «Рейнджерс» Билл Струт покидает пост тренера клуба. В его эпоху «Рейнджерс» выиграл 18 чемпионских титулов, и 10 раз становился обладателем Кубка Шотландии.

### Эра Симона (1954—1967)

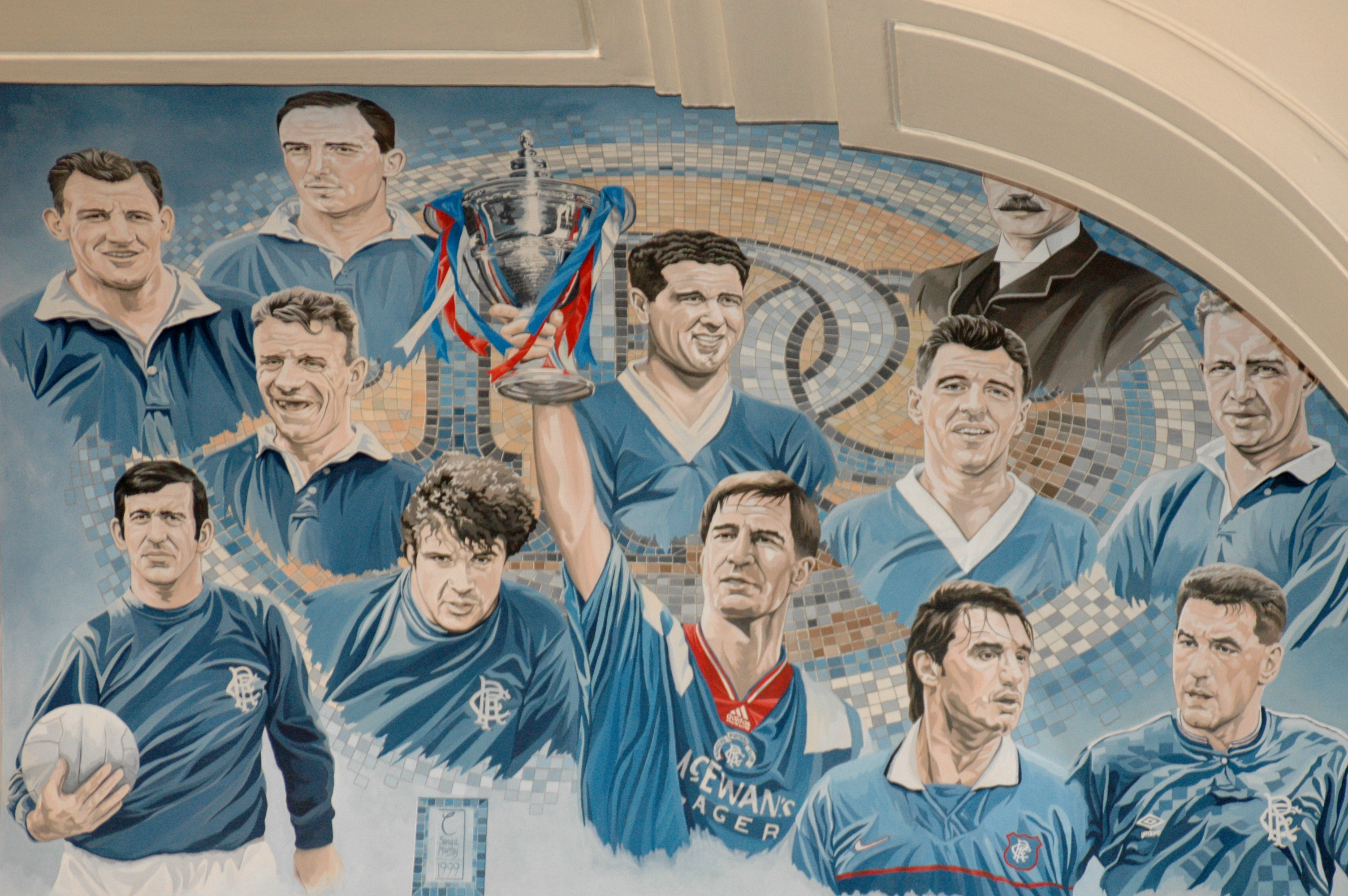
Одна из картин «синей комнаты» «Айброкса»

С уходом Билла Струта в 1954 году место тренера «Рейнджерс» занял Скотт Симон. Тем самым став третьим тренером за 55 лет существования клуба. Симон продолжил успех Струта выиграв шесть национальных чемпионатов (1956,1957,1959,1961,1963 и 1964), пять шотландских Кубков (1960,1962,1963,1964 и 1966) и 4 Кубка Лиги. Однако помимо успехов на уровне страны, при Симоне «Рейнджерс» начинает творить историю на европейском уровне.
В сезоне 1956/57 «Рейнджерс» дебютирует в Кубке чемпионов однако вылетает на 1/8 финала усилиями французской «Ниццы»). В следующем сезоне команда потерпела самое большое поражение от своего принципиального соперника «Селтика» в финале Кубка лиги со счётом 7:1. В сезоне 1959/60 команда добралась до полуфинала Кубка чемпионов, в котором проиграла «Айнтрахту». В сезоне 1960/61 Кубка обладателей кубков «Рейнджерс» стал первой британской командой когда либо доходившей до финала европейского кубка. Однако этот матч закончился поражением от итальянской «Фиорентины» как в домашнем, так и гостевом матче.
Перед тем как покинуть пост главного тренера, Симон привёл «Рейнджерс» к финалу Кубка обладателей кубков 1966/67, но команда, как и шесть лет ранее, уступила в решающем матче, на этот раз мюнхенской «Баварии». После этого разочарования из-за усилившегося давления на фоне победы «Селтика» в Лиге чемпионов Симон уходит в отставку.

### Дэвид Уайт (1967—1969)

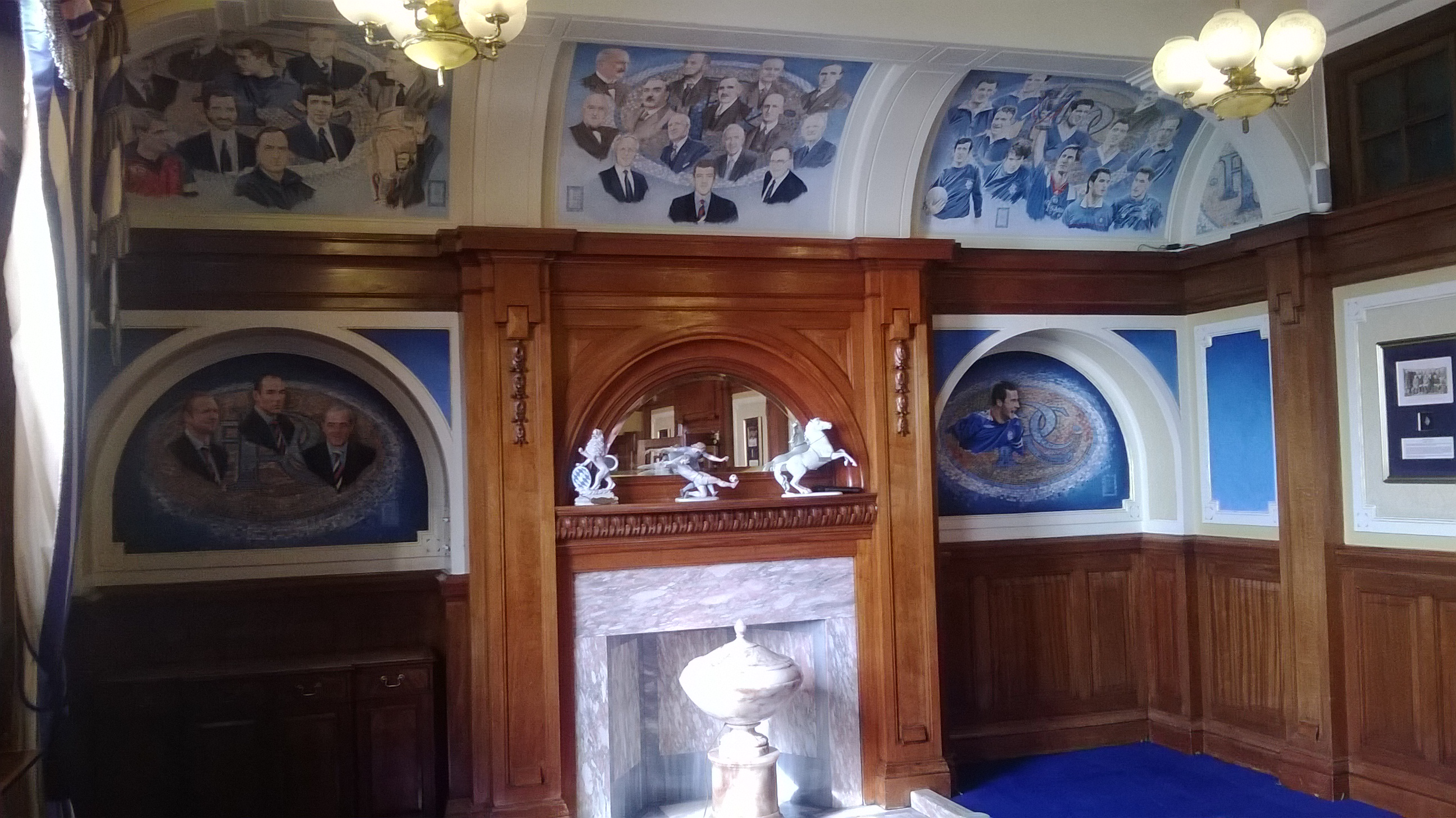
Легенды клуба увековеченные на стенах «синей комнаты» «Айброкса»

Уход Симона открыл дорогу 1 ноября 1967 года его ассистенту Дэвиду Уайту. Период его руководства на посту тренера «Рейнджерс» ознаменовался самой большой «чемпионской засухой» за последние 50 лет. В этот период тренером «Селтика» был Джок Стейн, один из лучших менеджеров в его истории, а также команда выигравшая Лигу чемпионов. Уайт начал дебютный для себя сезон крайне удачно взяв с «Рейнджерс» 39 из 40 возможных очков, исключением была лишь ничья на поле «Селтика», однако воспользоваться рекордным преимуществом Уайт так и не смог. Сначала «Рейнджерс» терпят поражение в Кубке Шотландии, следом игра с «Абердином» решает исход чемпионской гонки. По итогам сезона 1967/1968 «Рейнджерс» занял 2-е место, ставшее для Уайта далеко не последним.
В марте 1968 года «Рейнджерс» был выбит английским «Лидсом» в четвертьфинале Кубка ярмарок. Сезон 1968/69 стал единственным полным сезоном для Уайта на посту тренера «Рейнджерс». Выступления команды были неоднозначны, однако в своём активе Уайт имел победу в «Old Firm» на поле «Селтика». Поначалу казалось что «Рейнджерс» на этот раз не остановить. Однако после серии больших побед на внутреннем и европейском фронте, команда к неожиданности многих упускает 6 очков в последних 6 играх. Помимо этого, после удачного пути к финалу Кубка Шотландии, 26 апреля 1969 года из-за ряда ошибок «Рейнджерс» терпит серьёзное поражение от «Селтика» со счётом 4:0. Эти неудачи не только вновь обеспечивают «Селтику» чемпионство а и приносят Кубок Шотландии. Последним шансом восполнить неудачи на внутренней арене для Уайта был удачный сезон в Кубке ярмарок. Однако и здесь, 21 мая 1969 года «Рейнджерс» терпит неудачу с победителем того розыгрыша английским «Ньюкаслом» на стадии полуфинала.
Вернув Джима Бакстера в сезоне 1969/70 Уайт с оптимизмом начинает смотреть вперёд после того как «Рейнджерс» выбил из Кубка лиги «Селтик», а также одержал верх над румынским «Стяуа» на евроарене. Однако радость Уайта была недолгой. После серьёзного домашнего поражения от польского «Гурника», 27 октября 1969 года, он передаёт дела своему ассистенту Вилли Торнтону.
Несмотря на отсутствие успехов Уайта, нельзя отрицать тот факт, что он значительно улучшил команду в непростое время, а также, давал отпор Стейну, который был на пике своей тренерской карьеры.

### Вилли Уодделл (1969—1972)
Вскоре после отставки Уайта в 1969 году на его место был привлечён бывший игрок и одна из легенд клуба — Вилли Уодделл. За своими плечами он имел успех с «Килмарноком», который он привёл к чемпионству в 1965 году. Уодделл также хорошо проявлял себя и в журналистике, нередко не милуя свою команду, в частности Уайта, которому в своих статьях, давал прозвище «мальчик Дэвид». Период его пребывания на посту тренера «Рейнджерс» запомнился многим болельщикам одной из самых больших трагедий и одним из самых больших успехов в истории клуба.
2 января 1971 года на «Айброкс» игрался матч непримиримых соперников по «Old Firm» — «Рейнджерс» и «Селтика». В самом конце встречи на злополучной лестнице около прохода номер 13, где массово выходили сотни болельщиков «Джерс» случилась давка, в которой погибло 66 и было ранено около 200 человек. Это событие вошло в историю клуба как «вторая айброкская трагедия». В том же 1971 году Уодделл возглавил делегацию «Рейнджерс» и отправился в Германию, на «Вестфаленштадион» — одну из самых безопасных арен того времени. Основной целью визита было знакомство с новейшими системами безопасности зрителей для их внедрения на своём стадионе.
После этих событий «Айброкс» ждали серьёзные изменения с годами превратившие один из наименее безопасных стадионов Великобритании в современную и соответствующую европейским стандартам арену.

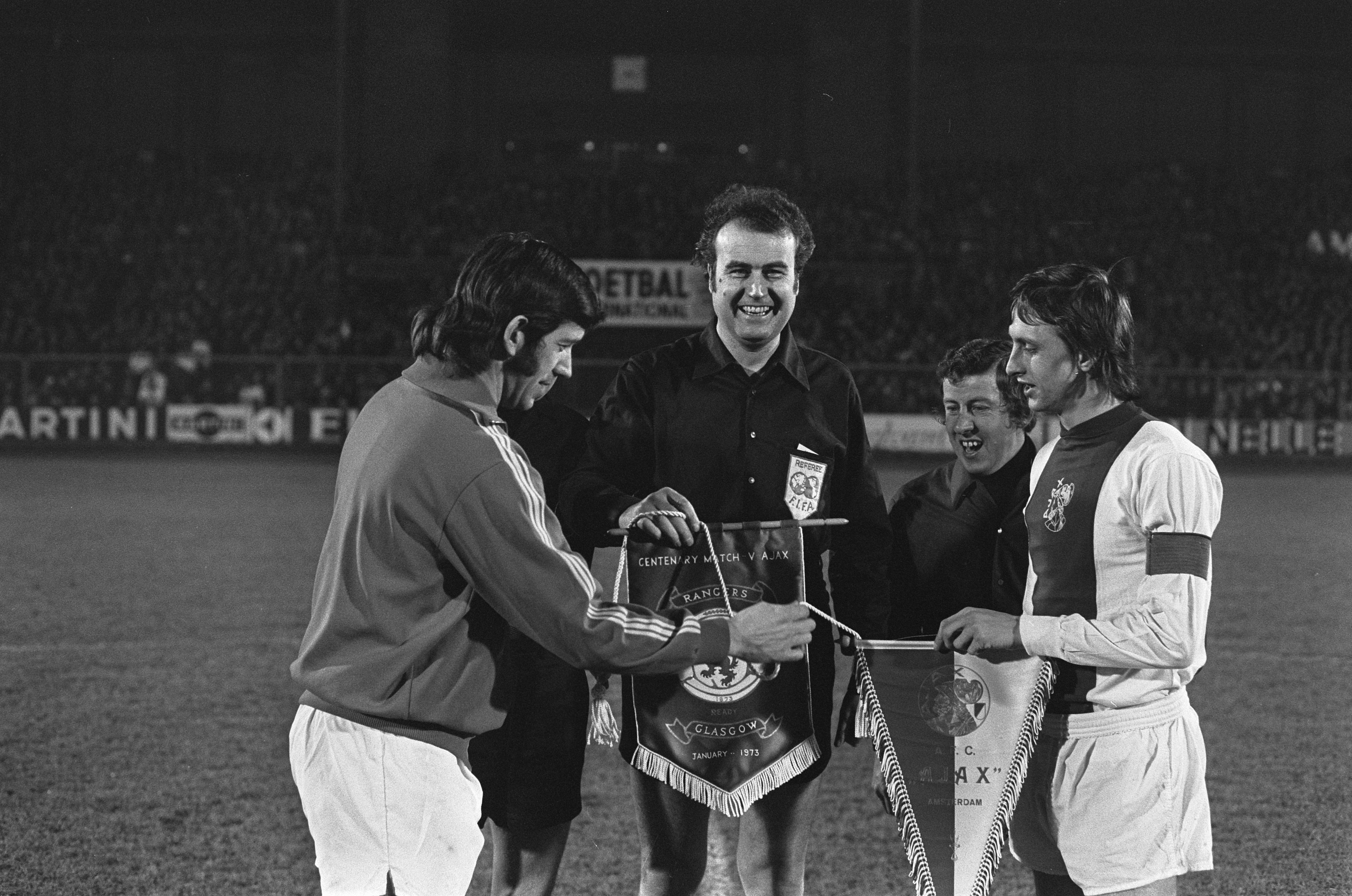
«Аякс» — «Рейнджерс». Суперкубок УЕФА 1972.

В сезоне 1971/72 «Рейнджерс» ждал сенсационный успех в Кубке обладателей кубков. Обыграв в финале турнира московское «Динамо» со счётом 3-2 на «Камп Ноу», «Рейнджерс» стал обладателем заветного трофея. Эта победа ознаменовалась также ознаменовалась досадным событием. Шотландские болельщики празднуя победу своей команды не только сорвали церемонию награждения, а также были втянуты в беспорядки на улицах Барселоны, для ликвидации которых пришлось вмешаться полиции. Эта выходка болельщиков стоила «Рейнджерс» запрета на участие в Еврокубках на 2 года (позже было заменено на 1 год).
Всего через несколько после победы в Кубке кубков Вилли Уодделл был назначен генеральным менеджером клуба, а его место занял его бывший помощник Джон Уоллес (мл). Причины по которым 51-летний Уодделл решил пойти на повышение по-прежнему овеяны тайной. Однако методы и действия произведённые им на посту тренера «Рейнджерс», обеспечили дисциплину и порядок в команде, итогом которой стал европейский успех и прекращение доминации «Селтика» на внутренней арене.

### Джок Уоллес (1972—1978)
Джок Уоллес официально вступил в свою должность 31 мая 1972 года. Первым, что сделал новый тренер, стали внутренние перестановки в команде, из-за чего старт юбилейного, столетнего сезона 1972/73 оказался слегка неуверенным. Вскоре команда нашла свою игру, однако нагнать разрыв «Рейнджерс» так и не смог. С разницей в 1 очко чемпионом Шотландии становится «Селтик». Несмотря на данный результат, 5 мая 1973 года «Рейнджерс» одерживает верх над «Селтиком» в финале Кубка Шотландии. Этот трофей стал первым Кубком Шотландии для «Рейнджерс» за последние 7 лет. В этом же сезоне «Рейнджерс» впервые попробовал свои силы в Суперкубке УЕФА, однако по сумме двух встреч уступил трофей «Аяксу»
В сезоне 1974/75 «Рейнджерс» прервал 9-летний период доминации «Селтика» став чемпионом Шотландии. Это было последнее чемпионство такого рода для «Рейнджерс». В новом сезоне 1975/76, также ставшим успешным для клуба, чемпионат был реформирован, а количество участников было сокращено до 10-ти. После этого последовал неудачный сезон 1976/77.
В сезоне 1977/78, несмотря на неудачный старт в напряжённом соперничестве с «Абердином», «Рейнджерс» вновь возвращает себе чемпионство. Помимо этого, победы над «Селтиком» и «Абердином» в финалах Кубка Лиги и Кубка Шотландии, приносят Уоллесу 2-й требл на посту тренера «Рейнджерс». 23 мая 1978 года, несмотря на столь большой успех, Уоллес, неожиданно для всех, подаёт в отставку. По-прежнему не раскрытая причина ухода, по мнению многих аналитиков крылась в конфликте с Уодделлом. Деятельность последнего в перестройке «Айброкса» в значительной мере заблокировала ряд трансферов, на которые надеялся Уоллес.
За годы его работы «Рейнджерс» вновь стал лучшим клубом Шотландии. Место Уоллеса занял один из любимцев болельщиков клуба, бывший игрок Джон Грейг.

### Джон Грейг и возвращение Джока Уоллеса (1978—1986)

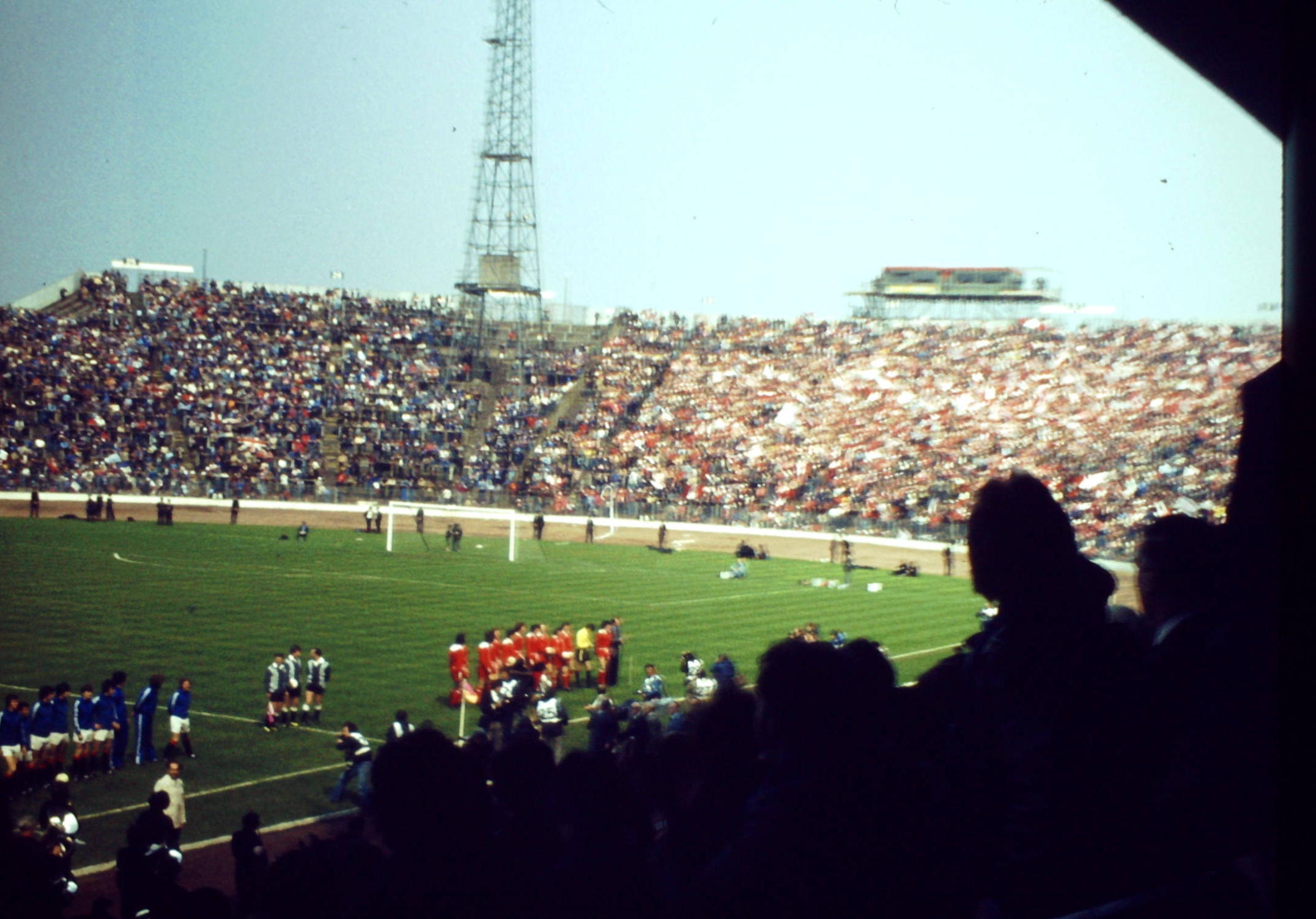
«Абердин» — «Рейнджерс». Финал Кубка Шотландии. 1978 год.

С уходом Уоллеса с поста тренера «Рейнджерс», руководство клуба привлекает на его место одного из любимцев болельщиков «джерс», бывшего игрока клуба Джона Грейга. 24 мая 1978 года Грейг был утверждён в качестве седьмого менеджера в истории «Рейнджерс». Начало его тренерства принесло многообещающие перспективы. Несмотря на не самые популярные тактики наставника «Рейнджерс» был как никогда близок к успеху во всех направлениях. В Лиге чемпионов «Рейнджерс» победил «Ювентус» и «ПСВ», однако не смог выбить «Кёльн» на стадии четвертьфинала. На внутренней арене «Рейнджерс» упускает чемпионство довольствуясь только кубковым дублем. Следом за ним последовал неудачный бестрофейный сезон. «Рейнджерс» завершает сезон 1979/80 на 5 месте, при этом будучи выбит из Кубка лиги и Кубка Шотландии «Селтиком» и «Абердином».
Сезон 1980/81 отметился великолепным рывком «Рейнджерс» с 14-ю победами подряд включая два «Old Firm». Однако уже в ноябре и декабре катастрофический спад команды вновь оставил команду без чемпионства. По итогам сезона «Рейнджерс» занял 3 место, с отставанием в 12 очков от победившего в итоге «Селтика». В Кубке лиги «Рейнджерс» был выбит «Абердином» после довольно спорных моментов, а именно 2-х пенальти в пользу последних. Единственным успехом Грейга в том сезоне стала победа над «Данди Юнайтед» в финале Кубка Шотландии.
Четвёртый по счёту сезон для Джона Грейга на мостике «Рейнджерс» вновь завершился без чемпионства. В раздевалке отсутствовала какая либо мотивация ввиду отсутствия усилений из-за денежных вливаний в «Айброкс». На евроарене клуб был остановлен чехословацкой «Дукла Прагой» в рамках Кубка обладателей кубков. На внутренней арене «Рейнджерс» проиграл финал Кубка Шотландии «Абердину», однако выиграл Кубок лиги обыграв в финале «Данди Юнайтед». Перед сезоном 1982/83 Грейг получивший ряд новых футболистов надеялся взять реванш за прошлые неудачи, однако его вновь ожидало разочарование. Изначально команда уверенно продвигалась к поставленным целям. «Рейнджерс» хорошо играл в чемпионате и достиг финала Кубка Шотландии, в Кубке УЕФА была выбита «Боруссия Дортмунд». Однако следом за этим последовал спад в чемпионате, в Кубке УЕФА «Рейнджерс» был выбит немецким «Кёльном», а в финале Кубка Шотландии клуб проигрывает «Абердину».

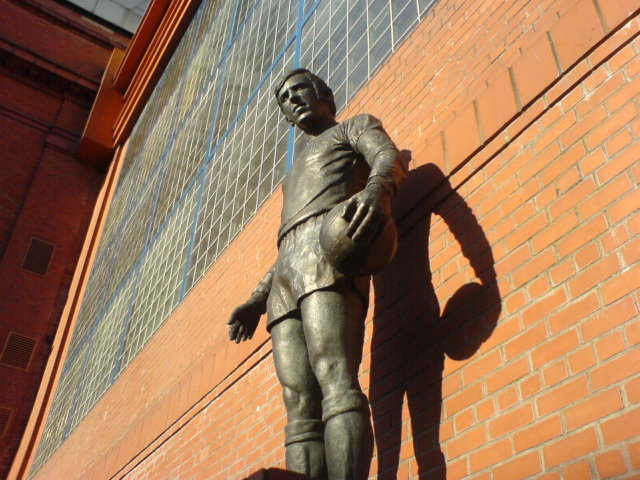
Статуя Джона Грейга около стадиона «Айброкс»

Сезон 1983/84 ознаменовался концом тренерской карьеры Грейга в «Рейнджерс». Плохой старт в чемпионате несмотря на уверенные выступления в Кубке Лиги, а также провал на евроарене вынудил Грейга 28 октября 1983 года подать в отставку. В надежде восстановить прежнее величие на пост тренера клуба возвращают Джока Уоллеса потерпевшего неудачу в Англии. Первоначально его возвращение принесло оптимизм в раздевалку хоть ожидаемых улучшений руководство «Рейнджерс» так и не увидело. Клуб завершил сезон на 4 месте, однако одерживает победу над «Селтиком» в финале Кубка Лиги благодаря хет-трику Алли Маккойста со счётом 3:2. Сезон 1984|85 стал полным для Уоллеса, однако ни чуть не отличался от тех, что были при Грейгу. «Рейнджерс» вновь занял 4 место, однако с рекордным 21 очком от чемпиона. Однако причиной этому был далеко не ограниченный бюджет, так как на усиление было потрачено 495 000 фунтов стерлингов. Единственным успехом команды в этом сезоне стал лишь очередной Кубок лиги.
Лишь с началом сезона 1985/86 дела Уоллеса пошли к лучшему, однако вскоре дела пошли на спад. Вскоре последовали вылеты «Рейнджерса» из двух внутренних клубов, после чего, 7 апреля 1986 года Уоллес подал в отставку. Последний мотивировал это тем, что не видел выхода из сложившегося в клубе положения. Сезон 1985/86, «Рейнджерс» завершил на пятом месте.

### 1986—1991
В 1986 году шотландский футболист Грэм Сунесс, выступавший ранее за Английский «Ливерпуль» и Итальянскую «Сампдорию», вернулся домой и подписал контракт с «Рейнджерс» в качестве играющего тренера. С приходом Сунесса к «Рейнджерам» вновь пришёл успех. 4 титула и одна бронза в Шотландии — вот итог работы Грэма Сунесса.

### 1991—2000

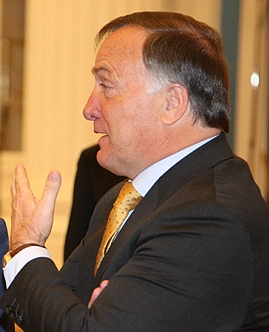
Дик Адвокат

Уолтер Смит пришёл на смену Сунессу, и сразу же выиграл титул в 1992 году и следующие 4 чемпионата. «Рейнджеры» остановились в шаге от финала Лиги чемпионов 1992/93, «Олимпик Марсель» обошёл «Рейнджеров» лишь на одно очко в борьбе за место в финале.
В годы правления Смита команду пополнили известные игроки, в том числе Брайан Лаудруп и Пол Гаскойн. «Рейнджеры» выигрывали внутренний чемпионат вплоть до 1997 года. В последнем для Смита, как для тренера «Рейнджеров», сезоне 1997/98 он упустил победу. Смит ушёл в 1998 году, а следом за ним лидеры команды, в числе которых Лаудруп, МакКойст и Гаф.
В 1998 году Уолтера Смита заменил голландец Дик Адвокат, ранее тренировавший сборную Голландии по футболу и ПСВ. Руководители «Рейнджеров» ожидали от Дика побед на европейском уровне. В распоряжении голландца оказались 36 млн фунтов стерлингов, которые были использованы для приобретения Нюмана, ван Бронкхорста, Андрея Канчельскиса и других футболистов.
Во время работы Адвоката в «Рейнджерс» в «раздевалке» было много конфликтов, и напряжённая атмосфера в целом. Он ушёл в 2001 году, оставив за собой два чемпионских титула.

### 2001—2011

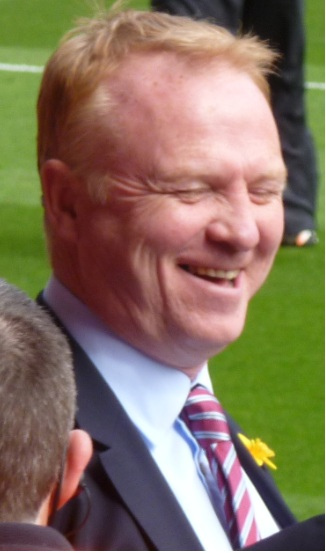
Алекс Маклиш

Алекс Маклиш встал у руля клуба в декабре 2001 года. Бюджет клуба был значительно меньше, чем в «эпоху Адвоката». Для реализации амбиций клуба Маклишу пришлось использовать игроков доставшихся ему «по наследству» от предыдущего менеджера. На Алекса Маклиша болельщики возлагали большие надежды, вспоминая то, как он вывел клубы «Хиберниан» и «Мотеруэлл» в элиту шотландского футбола.
Но были и те кто не верил в то, что человек ранее не работавший в «Рейнджерс», сможет выдержать психологическую нагрузку в борьбе с их «заклятым врагом» «Селтиком». Но Маклиш смог переубедить всех, кто в него не верил, когда в 2002 году выиграл Кубок Шотландии (победив «Селтик» со счётом 3-2). В следующем, 2003, году «Рейнджерс» выиграл Кубок Лиги (вновь обыграв «Селтик», на этот раз 2-1), Чемпионат Шотландии (обыграли «Селтик» лишь по разнице забитых мячей +72 «Селтик» против +73 «Рейнджерс») и, наконец, неделю спустя, Кубок Шотландии (1-0 против «Данди»). Чемпионский титул в этом году стал пятидесятым для клуба, что позволило ему поставить рекорд по этому показателю среди всех клубов.
Несмотря на успехи на поле, финансовое положение ухудшалось — снижение трансферного бюджета, сокращение затрат на оплату персонала, которое привело к уходу лидеров команды, таких как Лоренцо Аморузо и Барри Фергюсон. На смену им пришли воспитанники футбольной академии и свободные агенты. Всё это, естественно, привело и к падению результатов команды, как во внутреннем чемпионате, так и в еврокубках. Всё это вело к увольнению Маклиша, но некоторые дешёвые приобретения отлично заиграли за «Рейнджеров» (такие как хорват Пршо и француз Бумсонг), что позволило улучшить ситуацию. «Рейнджеры» выиграли Кубок лиги и, несколько неожиданно, чемпионат Шотландии (опередив «Селтик» лишь в последнем туре). Следующий сезон вновь был провальный, и Маклиш ушёл в отставку.
У руля команды встал француз Поль Ле Гуэн, но оставался там не долго, лишь с июля 2006 по январь 2007. Сразу после назначения он приобрёл несколько перспективных игроков — южноафриканца Дина Фурмана, французов Уильяма Стренджера и Антуана Порну, чеха Либора Сьонко и шведа Карла Свенссона. Команда дошла до второго раунда Кубка УЕФА и находилась в середине таблицы национального первенства. Начались проблемы внутри коллектива. 4 января 2007 Ле Гуэн подал в отставку с поста тренера.

После ухода печати Ле Гуэна ожидалось возвращение Уолтера Смита в качестве менеджера и Алли Маккойста в качестве его помощника. Однако, поскольку Смит в то время был тренером сборной Шотландии по футболу, он не мог занять пост в клубе по условиям контракта, он занял пост в «Рейнджерах» лишь после отставки из сборной.
Под техническим руководством Смита «Рейнджерс» в сезоне 2007/08 вылетел из Лиги чемпионов, но после продолжения выступлений в Кубке УЕФА добрались до финала, в котором проиграли «Зениту» со счётом 0-2. Затем они выиграли Кубок Шотландии. В сезоне 2008/09 «Рейнджеры», после перерыва в несколько лет вновь выиграли национальный чемпионат, в этом же сезоне выиграли и Кубок Шотландии. Следующие два сезона они также становились чемпионами Шотландии. В еврокубках дело обстояло хуже, команда ни разу не вышла из подгруппы.
6 мая 2011 Дэвид Мюррей продал клуб за £1. В июне 2011 пост главного тренера занял Алли Маккойст.

### 2012 — настоящее время
14 февраля 2012 года налоговые задолженности «Рейнджеров» перед Соединённым Королевством превысили £9.000.000. Общая задолженность клуба составляла более €100.000.000. Из-за финансовых проблем клуб был исключён из состава участников Шотландской Премьер лиги сезона 2012/13. 14 июня 2012 года Чарльз Грин через созданную им компанию Sevco Scotland Ltd выкупил бизнес и основные активы, включая футбольный клуб, у старого владельца — The Rangers Football Club Plc. 13 июля команды Футбольной лиги Шотландии проголосовали за принятие «Рейнджерс» в Третий дивизион, который на тот момент являлся четвёртой по значимости лигой страны.
В конце сезона 2014/15 «Рейнджерс» проиграл стыковые матчи за право выхода в Премьер лигу клубу «Мозеруэлл». Однако уже в следующем сезоне после домашней победы над клубом «Дамбартон» со счётом 1:0 в матче 33-го тура Чемпионшипа «Рейнджерс» обеспечил себе возвращение в элиту после четырёх лет отсутствия.
10 апреля 2016 года команда впервые в своей истории становится победителем кубка Вызова, одолев в финале клуб «Питерхед» со счётом 4:0.
17 апреля того же года в полуфинале кубка Шотландии «Рейнджерс», будучи на тот момент представителем второго дивизиона, обыграл действующего чемпиона страны «Селтик» в серии послематчевых пенальти. В финале турнира «Джерс» уступили столичному «Хиберниану» на последних минутах встречи — 2:3.
Первый сезон после четырёхлетнего отсутствия в элите команда провела не лучшим образом, так и не сумев навязать борьбу безоговорочному гегемону шотландского футбола последних лет «Селтику», вдобавок ко всему уступив вторую строчку «Абердину».
В сезоне 2017/18 клуб занял 3-е место, позволяющее сыграть в розыгрыше Лиге Европы.
4 мая 2018 года бывший капитан «Ливерпуля» и сборной Англии Стивен Джеррард был назначен на должность главного тренера «Рейнджерс», подписав контракт сроком на четыре года. «Рейнджерс» не проиграл в первых 12 играх под его руководством, гарантировав себе участие в групповом этапе Лиги Европы УЕФА. Однако затем «Рейнджерс» потерпел поражение от «Селтика» в первом матче сезона, а в следующем месяце был выбит из Кубка лиги «Абердином». 29 декабря «Рейнджерс» победил «Селтик» и нанёс первое поражение Брендану Роджерсу в серии из 13 матчей.
Сезон 2019/20 начался с того, что «Рейнджерс» снова квалифицировался в групповой этап Лигу Европы УЕФА. «Рейнджерс» вышел в финал Кубка лиги, но, несмотря на доминирующую игру, проиграл «Селтику» со счётом 1:0.
12 декабря «Рейнджерс» вышел в 1/16 финала Лиги Европы УЕФА, заняв второе место в группе. 29 декабря «Рейнджерс» обыграл «Селтик» со счётом 2:1 на «Селтик Парк», что стало первой победой команды на стадионе своего главного соперника с октября 2010 года. Позже, в декабре 2019 года, весь профессиональный футбол в Шотландии был приостановлен из-за пандемии COVID-19.
7 марта 2021 года «Рейнджерс» впервые за 10 лет выиграл чемпионский титул, завершив сезон без поражений и набрав рекордные 102 очка.

## Достижения

### Комната трофеев
Одной из главных достопримечательностей «Айброкс» является — Trophy Room (Комната трофеев). Она существует на стадионе с 1959 года и хранит все завоёванные клубом призы: медали, кубки, вазы а также массу всевозможных сувениров, связанных с выступлениями «Рейнджерс» в различных турнирах. На самом видном месте в этом музее висит портрет легендарного любителя двубортных костюмов и галстуков, бывшего менеджера «Рейнджерс» Билла Струта. Под ним размещён гоночный велосипед, подаренный рейнджерам французским клубом «Сент-Этьен» в 1975 году после еврокубкового поединка. «Рейнджерс» является первым клубом в мире, который выиграл более 50 чемпионатов своей страны. Помимо этого, клуб является рекордсменом по количеству домашних треблов (7). Свой 100-й крупный трофей «Рейнджерс» выиграл в 2000 году, чего до него, не добивался ни один клуб в мире.

### Национальные
- Чемпион Шотландии

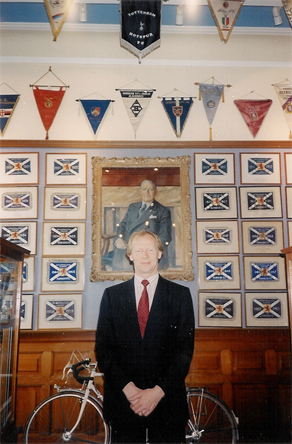
Дерек Спенс в «комнате трофеев» на «Айброкс». 1994 год.

  - Чемпион (55, рекорд): 1890/91, 1898/99, 1899/00, 1900/01, 1901/02, 1911, 1911/12, 1912/13, 1917/18, 1919/20, 1920/21, 1922/23, 1923/24, 1924/25, 1926/27, 1927/28, 1928/29, 1929/30, 1930/31, 1932/33, 1933/34, 1934/35, 1936/37, 1938/39, 1946/47, 1948/49, 1949/50, 1952/53, 1955/56, 1956/57, 1958/59, 1960/61, 1962/63, 1963/64, 1974/75, 1975/76, 1977/78, 1986/87, 1988/89, 1989/90, 1990/91, 1991/92, 1992/93, 1993/94, 1994/95, 1995/96, 1996/97, 1998/99, 1999/00, 2002/03, 2004/05, 2008/09, 2009/10, 2010/11, 2020/21
  - Вице-чемпион (36, рекорд): 1892/93, 1895/96, 1897/98, 1904/05, 1913/14, 1915/16, 1918/19, 1921/22, 1931/32, 1935/36, 1947/48, 1950/51, 1951/52, 1957/58, 1961/62, 1965/66, 1966/67, 1967/68, 1968/69, 1969/70, 1972/73, 1976/77, 1978/79, 1997/98, 2000/01, 2001/02, 2003/04, 2006/07, 2007/08, 2011/12, 2018/19, 2019/20, 2021/22, 2022/23, 2023/24, 2024/25

- Кубок Шотландии 

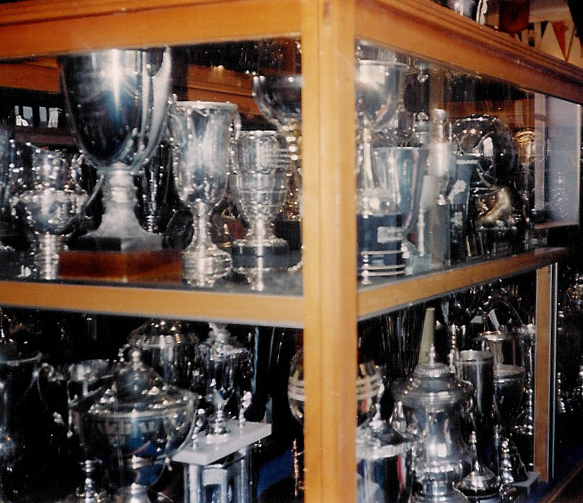
Вид на один из многочисленных стеллажей с трофеями «Рейнджерс».

  - Обладатель (34): 1893/94, 1896/97, 1897/98, 1902/03, 1927/28, 1929/30, 1931/32, 1933/34, 1934/35, 1935/36, 1947/48, 1948/49, 1949/50, 1952/53, 1959/60, 1961/62, 1962/63, 1963/64, 1965/66, 1972/73, 1975/76, 1977/78, 1978/79, 1980/81, 1991/92, 1992/93, 1995/96, 1998/99, 1999/00, 2001/02, 2002/03, 2008, 2008/09, 2021/22
  - Финалист (18, рекорд): 1876/77, 1878/79, 1898/99, 1903/04, 1904/05, 1920/21, 1921/22, 1928/29, 1968/69, 1970/71, 1976/77, 1979/80, 1981/82, 1982/83, 1988/89, 1993/94, 1997/98, 2015/16

- Кубок шотландской лиги

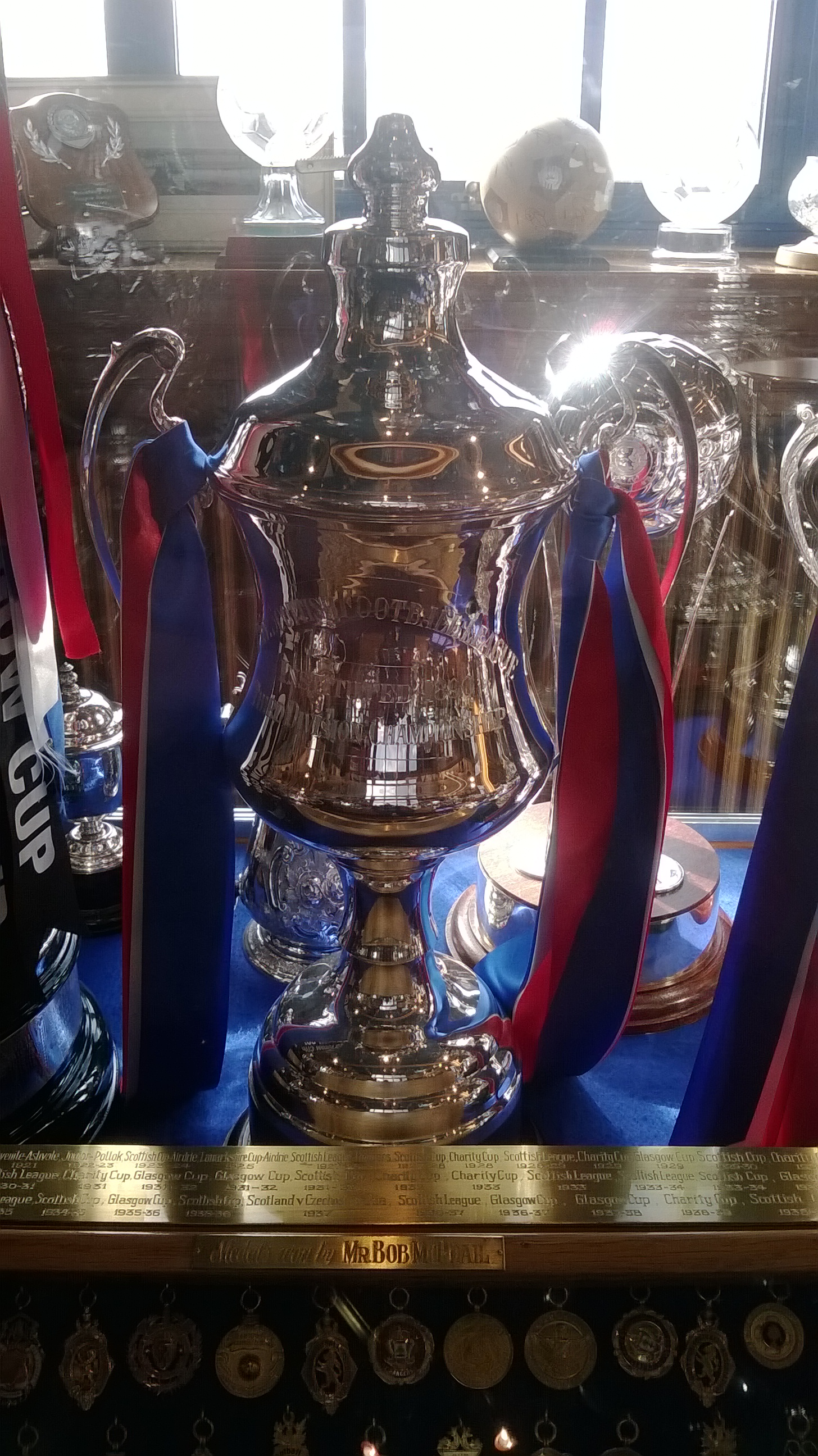
Чемпионский трофей 3-го дивизиона выигранный клубом в 2013 году.

  - Обладатель (28, рекорд): 1946/47, 1948/49, 1960/61, 1961/62, 1963/64, 1964/65, 1970/71, 1975/76, 1977/78, 1978/79, 1981/82, 1983/84, 1984/85, 1986/87, 1987/88, 1988/89, 1990/91, 1992/93, 1993/94, 1996/97, 1998/99, 2001/02, 2002/03, 2004/05, 2007/08, 2009/10, 2010/11, 2023/24
  - Финалист (9): 1951/52, 1957/58, 1965/66, 1966/67, 1982/83, 1989/90, 2008/09, 2019/20, 2024/25
- Кубок вызова
  - Обладатель: 2015/16
  - Финалист: 2013/14
- Шотландский военный кубок
  - Обладатель: 1940
- Чемпионшип
  - Чемпион: 2015/16
- Первая лига
  - Чемпион: 2013/14
- Вторая лига
  - Чемпион: 2012/13
- Кубок Драйбро
  - Обладатель: 1979
- Летний кубок
  - Обладатель: 1942

### Международные
- Кубок обладателей кубков УЕФА
  - Обладатель: 1972
  - Финалист (2): 1961, 1967

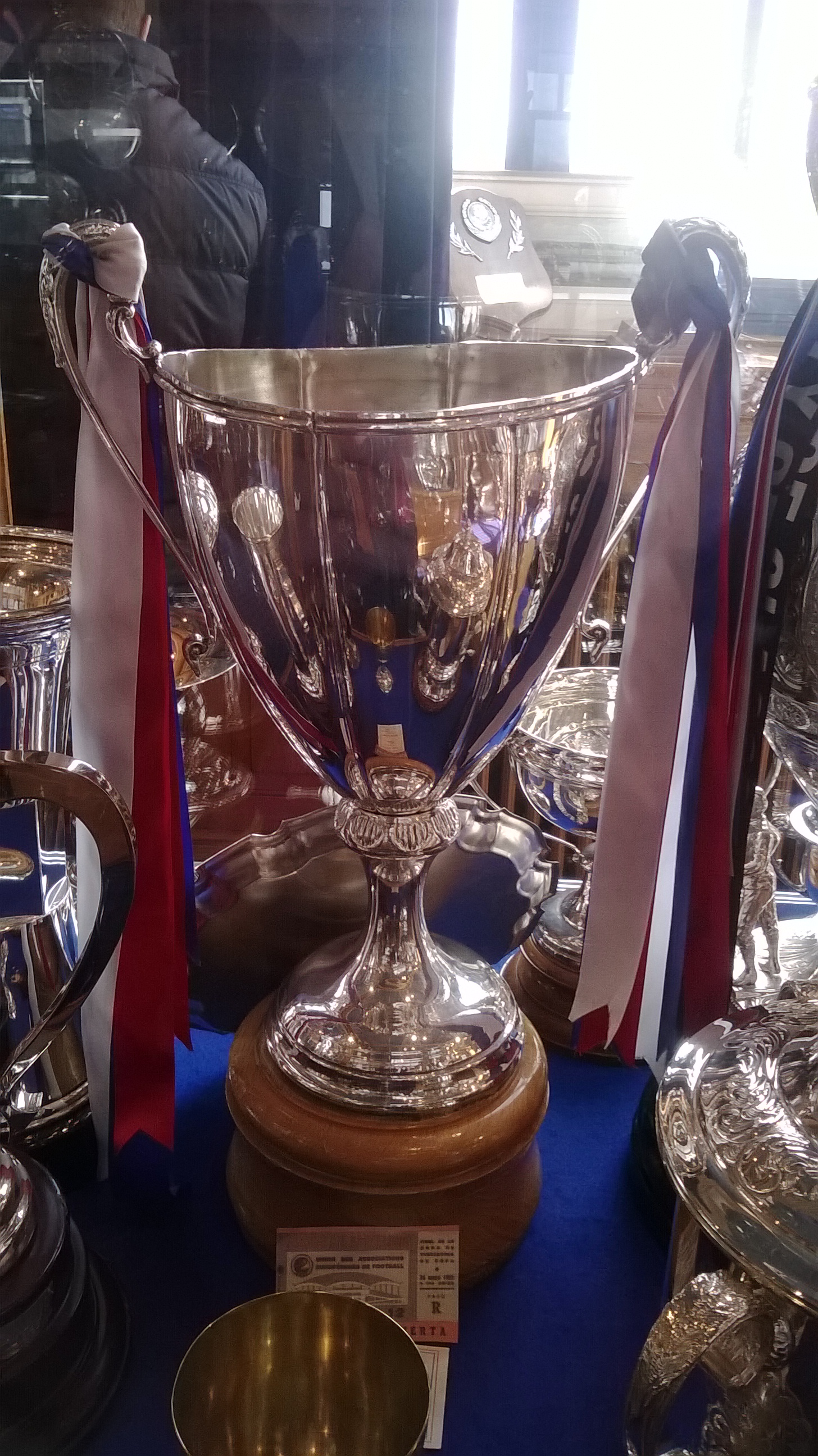
Кубок обладателей кубков в «комнате трофеев» «Рейнджерс»

- Кубок чемпионов / Лига чемпионов УЕФА
  - Полуфиналист: 1960
- Кубок УЕФА / Лига Европы УЕФА
  - Финалист (2): 2008, 2022
- Суперкубок УЕФА
  - Финалист: 1972

### Региональные
- Кубок Глазго

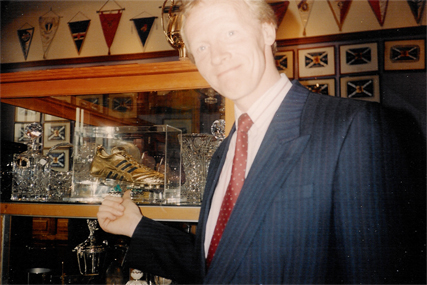
Спенс на фоне Золотой бутсы выигранной легендой «Рейнджерс» — Алли Маккойстом

  - Обладатель (48): 1893, 1894, 1897, 1898, 1900, 1901, 1902, 1911, 1912, 1913, 1914, 1918, 1919, 1922, 1923, 1924, 1925, 1930, 1932, 1933, 1934, 1936, 1937, 1938, 1940, 1942, 1943, 1944, 1945, 1948, 1950, 1954, 1957, 1958, 1960, 1969, 1971, 1975*, 1976, 1979, 1983, 1985, 1986, 1987, 2009, 2010, 2012, 2013 (рекорд)
  - Финалист (23): 1888, 1895, 1899, 1905, 1908, 1910, 1916, 1927, 1928, 1931, 1935, 1941, 1953, 1955, 1956, 1959, 1970, 1982, 2008, 2011, 2014, 2015, 2016.
- Благотворительный Кубок Глазго
  - Обладатель (32): 1879, 1897, 1900, 1904, 1906, 1907, 1909, 1911, 1919, 1922, 1923, 1925, 1928, 1929, 1930, 1931, 1932, 1933, 1934, 1939, 1940, 1941, 1942, 1944, 1945, 1946, 1947, 1948, 1951, 1955, 1957, 1960.
  - Финалист (20): 1877, 1880, 1881, 1883, 1892, 1893, 1895, 1898, 1899, 1913, 1915, 1921, 1924, 1927, 1936, 1938, 1940, 1950, 1954, 1958.
- Интернациональный выставочный кубок Глазго
  - Обладатель: 1901

### Другие
- Кубок Теннентс (Великобритания)
  - Победитель: 1978
- Кубок Блэкторн (Великобритания)
  - Победитель: 2013
- Мемориал Уолтера Талла (Великобритания)
  - Победитель: 2004
- Кубок Вернесгрюнер (Германия)
  - Победитель: 2003
- Dubai Champions Cup (ОАЕ)
  - Победитель: 1987

## Стадион

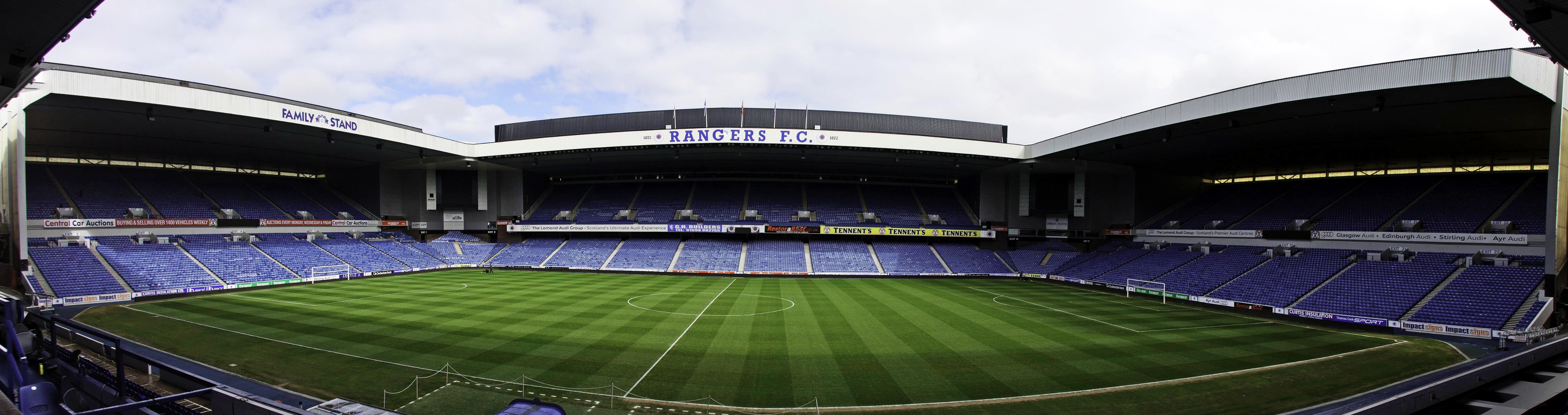
Панорама «Айброкс».

«Айброкс» — стадион в городе Глазго (Шотландия), является одним из старейших стадионов Великобритании. Построен в 1899 году по проекту знаменитого Арчибальда Литча, с общей вместимостью в 40 000 мест. Открывал арену матч между «Рейнджерс» и «Хартс» 30 декабря 1899 года. Победу со счётом 3:1 в том матче одержали хозяева. В первые годы своей жизни, чтоб конкурировать с другими аренами города за право принимать финальные матчи национальных кубков, «Айброкс» был расширен до 75 000 мест. 5 апреля 1902 года на стадионе «Айброкс» в шотландском Глазго проводился футбольный матч в рамках розыгрыша Домашнего чемпионата Великобритании между местной сборной и национальной командой Англии. Поединок собрал большое количество зрителей — 70 тысяч. Накануне вечером в городе выпали обильные осадки в виде проливных дождей. Насквозь промокшая деревянная Западная трибуна не выдержала большого скопления публики и на 51-й минуте поединка обрушилась. Сотни болельщиков упали с высоты 12 метров на землю. В результате 25 человек погибло, ещё 517 получили ранения. После этого случая террасы стадиона были демонтированы, а в 1910 году, Арчибальд Литч разработал план расширения арены до 63 000. К тому моменту в Глазго были сосредоточены три самых крупных стадиона в мире, одним из которых, являлся «Айброкс».

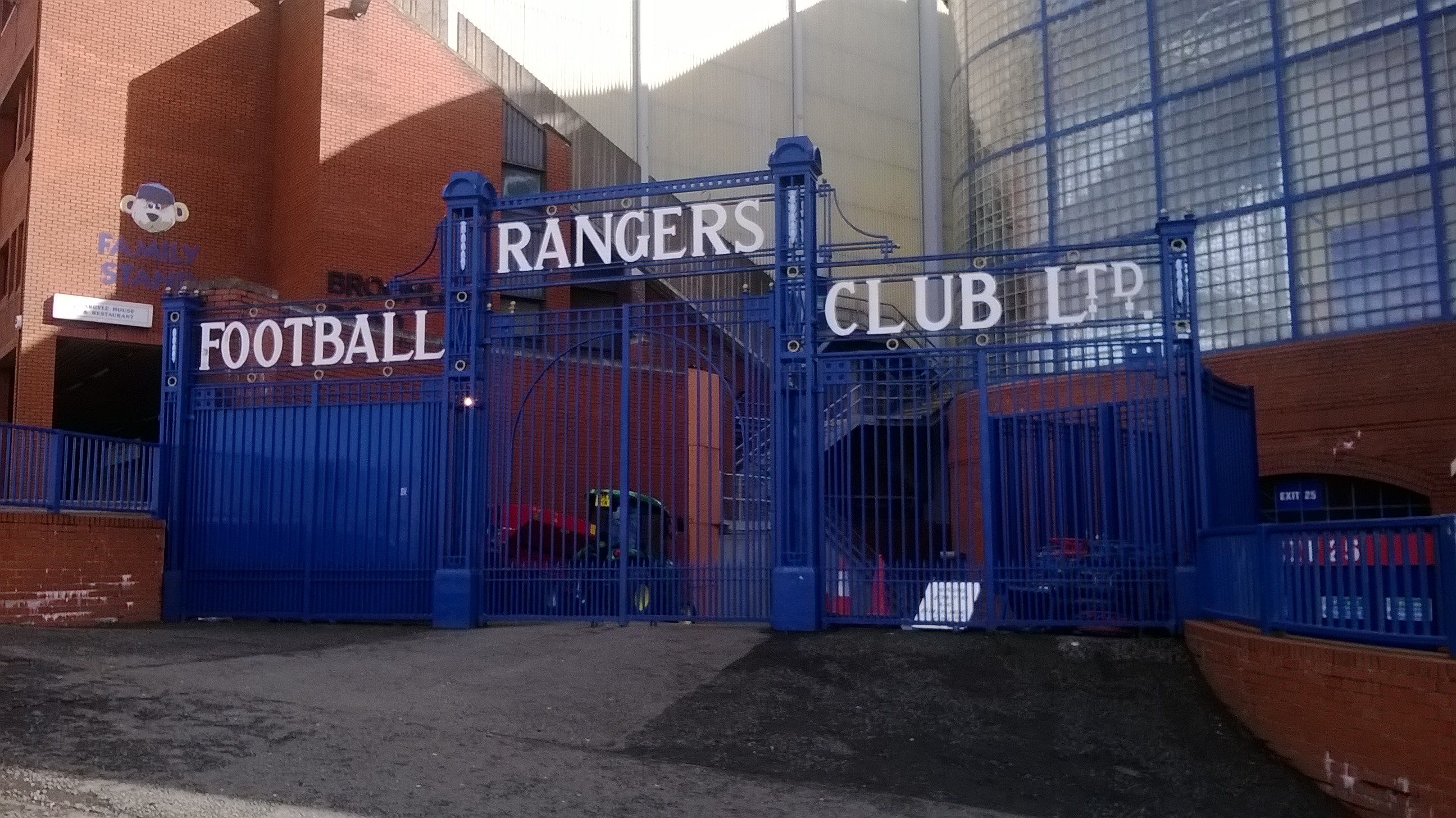
Ворота «Айброкса»

В 1928 году «Айброкс» пережил крупную реконструкцию, а 1 января 1929 года обновлённый «Айброкс» был торжественно открыт. По мнению британского спортивного историка Симона Инглиса в 2005 году, главная трибуна построенная в результате этой реконструкции стала шедевром Литча. В 30-е годы, количество мест на «Айброкс» вновь начало расти из-за постоянного увеличения количества зрителей. 2 января 1939 года «Old Firm» с «Селтиком» установила рекорд Великобритании по посещаемости матча чемпионата в 118 567 зрителей. На данном этапе своей истории «Айброкс» был вторым по вместимости стадионов в Великобритании. В 1953 году на «Айброкс» впервые было использовано освещение поля, в то время как постоянные конструкции данного рода, были установлены в 60-х годах. В этот же период, для соответствия правилам безопасности, руководство «Рейнджерс» пошло на уменьшение мест до 80 000.

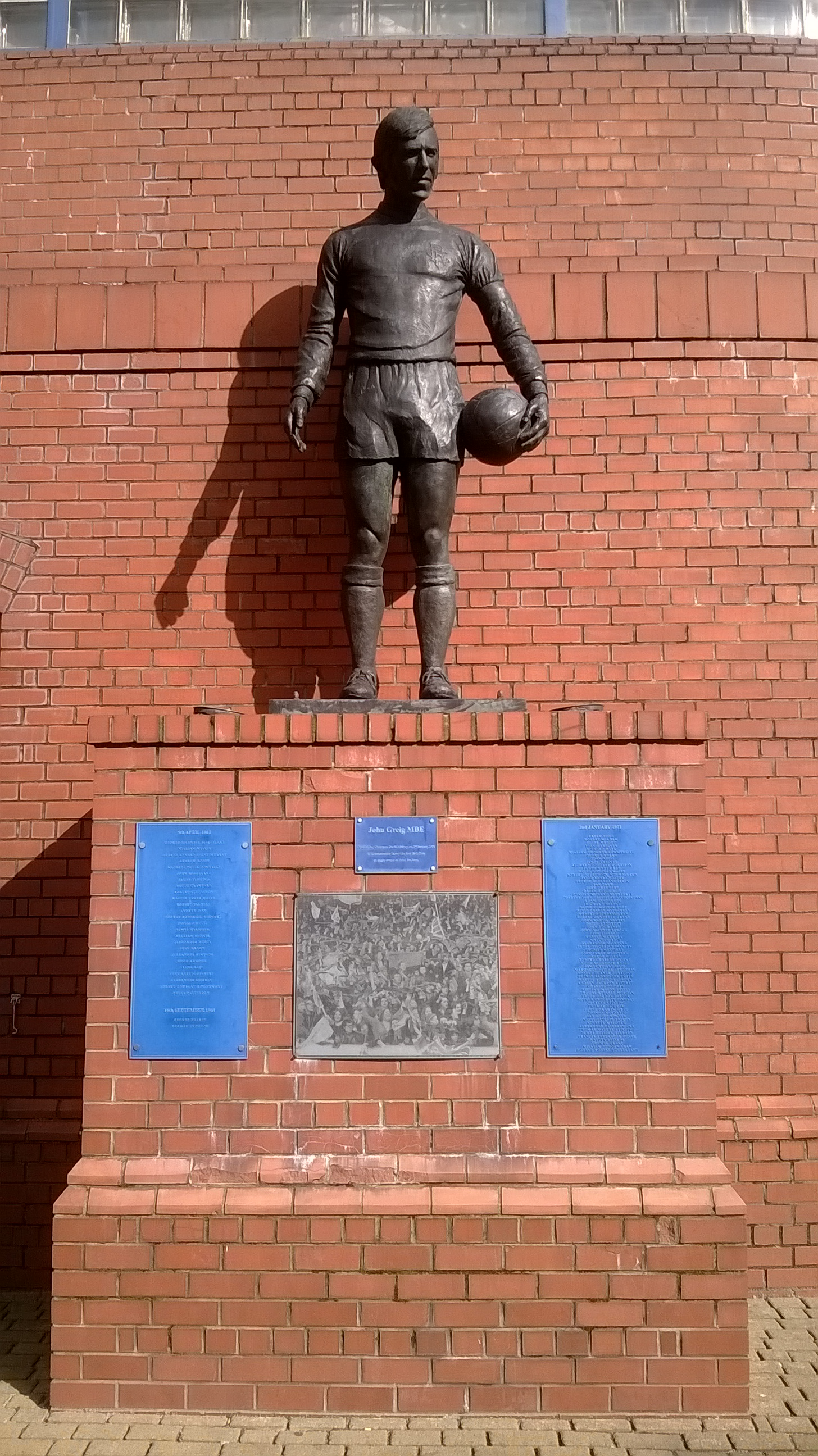
Статуя Джона Грейга

Стоит отметить что до реконструкции 1997 года, «Айброкс» считался наименее безопасным стадионом во всей Великобритании. Так после ряда серьёзных инцидентов в 60-х, последовал так называемый «второй айброкская трагедия». 2 января 1971 года 66 людей погибло в результате давки и более 200 человек получили ранения. В результате дальнейших разбирательств, пропускную способность «Айброкс» сократили до 65 000 мест. Делегация «Рейнджерс» во главе с наставником команды Уильямом Уодделлом посетила немецкий «Вестфаленштадион» — одну из самых безопасных арен того времени. Основной целью визита стало знакомство с новейшими системами безопасности зрителей для их внедрения на своём стадионе. Через три года реконструкционных работ три четверти трибун «Айброкс» были заменены на современные сидячие места. Это уменьшило вместительность арены до 44 тысяч зрителей. В 1990 году следующая реконструкция довела наполненность трибун до 50 тысяч человек. В 1995 году «Рейнджерс» обнародовал планы по открытию памятника, посвящённому всем несчастным случаям, случившимся на «Айброкс». 2 января 2001 года, на тридцатую годовщину трагедии, на углу Главной трибуны и «террасы» «Копланд Роуд» был открыт большой монумент. На нём были прикреплены три синих таблички с именами погибших в трёх страшных катастрофах 1902, 1961 и 1971 годов. На вершине монумента установили статую капитана «джерс» в злополучном матче 30-летней давности, Джона Грейга. В 1995 году разноцветные сидения были заменены на более комфортные и одного синего оттенка. С 1996 по 2006 год стадион ещё несколько раз подвергался реконструкции и модернизации, в результате которой менялась его вместительность.
В 1917 году стадион посетил Георг V, с целью поблагодарить «Рейнджерс» за их вклад в Первой мировой войне. В 1936 году его сын, король Георг VI, открыл Имперскую выставку в Глазго с речью на «Айброкс». Этот момент в итоге послужил актёру Колину Ферту игравшему короля в фильме «Король говорит» (2010). На «Айброкс» выступали мировые знаменитости: Фрэнк Синатра, Элтон Джон, Род Стюарт, Билли Джоэл, группа Simple Minds. «Айброкс» принимал матчи сборной Шотландии по футболу, мероприятия Игр Содружества, и финальные матчи Кубка Шотландии по футболу. Является третьим по вместительности стадионом в Шотландии (50 817 мест).

## Болельщики

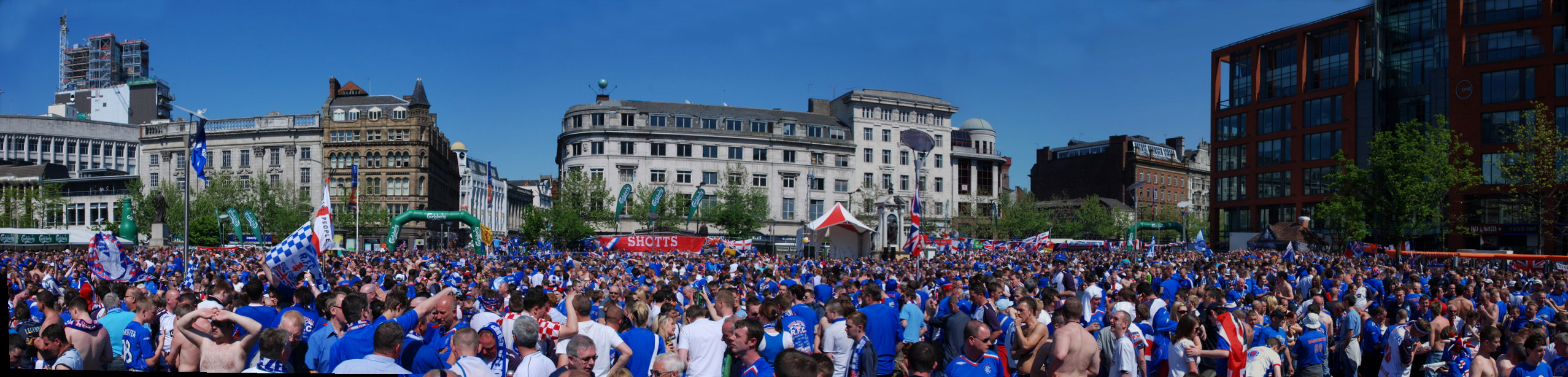
Болельщики «Рейнджерс» в Манчестере. 2008 год

«Рейнджерс» — один из самых известных и популярных клубов Европы. Сайт клуба насчитывает более 150 фан-клубов в Великобритании, и более 600 по всему миру. По оценкам аналитиков, армия болельщиков клуба по всему миру насчитывает более 8 миллионов человек. В 2008 году, на финал Кубка УЕФА в Манчестере отправилось около 200 000 болельщиков клуба. «Рейнджерс» оказал большое влияние на становление футбола в разных уголках мира. Самым ярким примером этому является один из самых популярных клубов Гонконга — «Гонконг Рейнджерс», основанный экспатриантом и болельщиком клуба из Глазго в 1958 году.
Самым большим принципиальным соперником «Рейнджерс» является другой клуб из Глазго — «Селтик». Противостояние этих клубов известно как «Old Firm», и оно является одним из самых старых дерби в мире. Менее значимые противостояние в Шотландии «Рейнджерс» имеет с «Абердином», «Куинз Парком». Болельщики «Рейнджерс» поддерживают сильную дружбу с болельщиками английского «Челси» и североирландского «Линфилда». Этот альянс известен в Великобритании как — «Blues brothers». Давними друзьями болельщиков «Рейнджерс» в Европе являются болельщики немецкого «Гамбурга», эта дружба тянется с 1970-х годов, а также фанаты «Копенгагена».

## Производители формы и спонсоры
| Год        | Производитель формы | Спонсор        |
| ---------- | ------------------- | -------------- |
| 1978—1984  | Umbro               | нет            |
| 1984—1987  | Umbro               | CR Smith       |
| 1987—1990  | Umbro               | McEwan’s Lager |
| 1990—1992  | Admiral             | McEwan’s Lager |
| 1992—1997  | adidas              | McEwan’s Lager |
| 1997—1999  | Nike                | McEwan’s Lager |
| 1999—2002  | Nike                | NTL            |
| 2002—2003  | Diadora             | NTL            |
| 2003—2005  | Diadora             | Carling        |
| 2005—2010  | Umbro               | Carling        |
| 2010—2013  | Umbro               | Tennent’s      |
| 2013—2014  | Puma                | Blackthorn     |
| 2014—2018  | Puma                | 32Red          |
| 2018—2020  | Hummel              | 32Red          |
| 2020—н. в. | Castore             | 32Red          |

## Статистика выступлений с 2000 года
| Сезон   | Ранг | Турнир       | Место | И    | В  | Н  | П  | ГЗ  | ГП | РГ  | Очки | Кубок      | Исход |
| ------- | ---- | ------------ | ----- | ---- | -- | -- | -- | --- | -- | --- | ---- | ---------- | ----- |
| 2000/01 | 1    | Премьер лига | 2     | 38   | 26 | 4  | 8  | 76  | 36 | +40 | 82   | 1/4 финала |       |
| 2001/02 | 1    | Премьер лига | 2     | 38   | 25 | 10 | 3  | 82  | 27 | +55 | 85   | Победитель |       |
| 2002/03 | 1    | Премьер лига | 1     | 38   | 31 | 4  | 3  | 101 | 28 | +73 | 97   | Победитель |       |
| 2003/04 | 1    | Премьер лига | 2     | 38   | 25 | 6  | 7  | 76  | 33 | +43 | 81   | 1/4 финала |       |
| 2004/05 | 1    | Премьер лига | 1     | 38   | 29 | 6  | 3  | 78  | 22 | +56 | 93   | 3-й раунд  |       |
| 2005/06 | 1    | Премьер лига | 3     | 38   | 21 | 10 | 7  | 67  | 37 | +30 | 73   | 1/8 финала |       |
| 2006/07 | 1    | Премьер лига | 2     | 38   | 21 | 9  | 8  | 61  | 32 | +29 | 72   | 3-й раунд  |       |
| 2007/08 | 1    | Премьер лига | 2     | 38   | 27 | 5  | 6  | 84  | 33 | +51 | 86   | Победитель |       |
| 2008/09 | 1    | Премьер лига | 1     | 38   | 26 | 8  | 4  | 77  | 28 | +49 | 86   | Победитель |       |
| 2009/10 | 1    | Премьер лига | 1     | 38   | 26 | 9  | 3  | 82  | 28 | +54 | 87   | 1/4 финала |       |
| 2010/11 | 1    | Премьер лига | 1     | 38   | 30 | 3  | 5  | 88  | 29 | +59 | 93   | 1/8 финала |       |
| 2011/12 | 1    | Премьер лига | 2     | 38   | 26 | 5  | 7  | 77  | 28 | +49 | 73   | 1/8 финала | *     |
| 2012/13 | 4    | Вторая лига  | 1     | 36   | 25 | 8  | 3  | 87  | 29 | +58 | 83   | 1/8 финала |       |
| 2013/14 | 3    | Первая лига  | 1     | 36   | 33 | 3  | 0  | 106 | 18 | +88 | 102  | 1/2 финала |       |
| 2014/15 | 2    | Чемпионшип   | 3     | 36   | 19 | 10 | 7  | 69  | 39 | +30 | 67   | 1/8 финала |       |
| 2015/16 | 2    | Чемпионшип   | 1     | 36   | 25 | 6  | 5  | 88  | 34 | +54 | 81   | Финалист   |       |
| 2016/17 | 1    | Премьер лига | 3     | 38   | 19 | 10 | 9  | 56  | 44 | +12 | 67   | 1/2 финала |       |
| 2017/18 | 1    | Премьер лига | 3     | 38   | 21 | 7  | 10 | 76  | 50 | +26 | 70   | 1/2 финала |       |
| 2018/19 | 1    | Премьер лига | 2     | 38   | 23 | 9  | 6  | 82  | 27 | +55 | 78   | 1/4 финала |       |
| 2019/20 | 1    | Премьер лига | 2     | 29** | 21 | 4  | 4  | 64  | 19 | +45 | 67   | 1/4 финала |       |
| 2020/21 | 1    | Премьер лига | 1     | 38   | 32 | 6  | 0  | 92  | 13 | +79 | 102  | 1/4 финала |       |

* Снят с розыгрыша чемпионата по причине банкротства клуба. Переведён во Вторую лигу (бывший Третий дивизион).
** 13 марта 2020 года все шотландские футбольные турниры были приостановлены на неопределённый срок в связи с пандемией COVID-19. 18 мая 2020 года турнир был официально прекращён, итоговые места команд определялись по показателю среднего количества очков за игру (average points per game).

## Выступления в еврокубках
| Сезон   | Турнир                      | Раунд                   | Соперник                 | Дома   | В гостях   | Общий счёт |            |
| ------- | --------------------------- | ----------------------- | ------------------------ | ------ | ---------- | ---------- | ---------- |
| 1956/57 | Кубок европейских чемпионов | Первый раунд            | Ницца                    | 2:1    | 1:2        | 2:21:3     |            |
| 1957/58 | Кубок европейских чемпионов | Предварительный раунд   | Сент-Этьен               | 3:1    | 1:2        | 4:3        |            |
| 1957/58 | Кубок европейских чемпионов | Первый раунд            | Милан                    | 1:4    | 0:2        | 1:6        |            |
| 1959/60 | Кубок европейских чемпионов | Предварительный раунд   | Андерлехт                | 5:2    | 2:0        | 7:2        |            |
| 1959/60 | Кубок европейских чемпионов | Первый раунд            | Интер (Братислава)       | 4:3    | 1:1        | 5:4        |            |
| 1959/60 | Кубок европейских чемпионов | 1/4 финала              | Спарта Роттердам         | 0:1    | 3:2        | 3:33:2     |            |
| 1959/60 | Кубок европейских чемпионов | 1/2 финала              | Айнтрахт Франкфурт       | 3:6    | 1:6        | 4:12       |            |
| 1960/61 | Кубок обладателей кубков    | Предварительный раунд   | Ференцварош              | 4:2    | 1:2        | 5:4        |            |
| 1960/61 | Кубок обладателей кубков    | 1/4 финала              | Боруссия (Мёнхенгладбах) | 8:0    | 3:0        | 11:0       |            |
| 1960/61 | Кубок обладателей кубков    | 1/2 финала              | Вулверхэмптон Уондерерс  | 2:0    | 1:1        | 3:1        |            |
| 1960/61 | Кубок обладателей кубков    | Финал                   | Фиорентина               | 0:2    | 1:2        | 1:4        | Финалист   |
| 1961/62 | Кубок европейских чемпионов | Предварительный раунд   | Монако                   | 3:2    | 3:2        | 6:4        |            |
| 1961/62 | Кубок европейских чемпионов | Первый раунд            | Форвертс Берлин          | 4:1    | 2:1        | 6:2        |            |
| 1961/62 | Кубок европейских чемпионов | 1/4 финала              | Стандард Льеж            | 2:0    | 1:4        | 3:4        |            |
| 1962/63 | Кубок обладателей кубков    | Предварительный раунд   | Севилья                  | 4:0    | 0:2        | 4:2        |            |
| 1962/63 | Кубок обладателей кубков    | Первый раунд            | Тоттенхэм Хотспур        | 2:3    | 2:5        | 4:8        |            |
| 1963/64 | Кубок европейских чемпионов | Предварительный раунд   | Реал Мадрид              | 0:1    | 0:6        | 0:7        |            |
| 1964/65 | Кубок европейских чемпионов | Предварительный раунд   | Црвена звезда            | 3:1    | 2:4        | 5:53:1     |            |
| 1964/65 | Кубок европейских чемпионов | Первый раунд            | Рапид (Вена)             | 1:0    | 2:0        | 3:0        |            |
| 1964/65 | Кубок европейских чемпионов | 1/4 финала              | Интернационале           | 1:0    | 1:3        | 2:3        |            |
| 1966/67 | Кубок обладателей кубков    | Первый раунд            | Гленторан                | 4:0    | 1:1        | 5:1        |            |
| 1966/67 | Кубок обладателей кубков    | Второй раунд            | Боруссия Дортмунд        | 2:1    | 0:0        | 2:1        |            |
| 1966/67 | Кубок обладателей кубков    | 1/4 финала              | Реал Сарагоса            | 2:0    | 0:2        | 2:2(ж)     |            |
| 1966/67 | Кубок обладателей кубков    | 1/2 финала              | Славия София             | 1:0    | 1:0        | 2:0        |            |
| 1966/67 | Кубок обладателей кубков    | Финал                   | Бавария                  | -      | -          | 0:1(д)     | Финалист   |
| 1967/68 | Кубок ярмарок               | Первый раунд            | Динамо Дрезден           | 2:1    | 1:1        | 3:2        |            |
| 1967/68 | Кубок ярмарок               | Второй раунд            | Кёльн                    | 3:0    | 1:3(д)     | 4:3        |            |
| 1967/68 | Кубок ярмарок               | 1/4 финала              | Лидс Юнайтед             | 0:0    | 0:2        | 0:2        |            |
| 1968/69 | Кубок ярмарок               | Первый раунд            | Войводина                | 2:0    | 0:1        | 2:1        |            |
| 1968/69 | Кубок ярмарок               | Второй раунд            | Дандолк                  | 6:1    | 3:0        | 9:1        |            |
| 1968/69 | Кубок ярмарок               | Третий раунд            | ДВС Амстердам            | 2:1    | 2:0        | 4:1        |            |
| 1968/69 | Кубок ярмарок               | 1/4 финала              | Атлетик Бильбао          | 4:1    | 0:2        | 4:3        |            |
| 1968/69 | Кубок ярмарок               | 1/2 финала              | Ньюкасл Юнайтед          | 0:0    | 0:2        | 0:2        |            |
| 1969/70 | Кубок обладателей кубков    | Первый раунд            | Стяуа                    | 2:0    | 0:0        | 2:0        |            |
| 1969/70 | Кубок обладателей кубков    | Второй раунд            | Гурник Забже             | 1:3    | 1:3        | 2:6        |            |
| 1970/71 | Кубок ярмарок               | Первый раунд            | Бавария                  | 1:1    | 0:1        | 1:2        |            |
| 1971/72 | Кубок обладателей кубков    | Первый раунд            | Ренн                     | 1:0    | 1:1        | 2:1        |            |
| 1971/72 | Кубок обладателей кубков    | Второй раунд            | Спортинг Лиссабон        | 3:2    | 3:4(д)     | 6:6(г)     |            |
| 1971/72 | Кубок обладателей кубков    | 1/4 финала              | Торино                   | 1:0    | 1:1        | 2:1        |            |
| 1971/72 | Кубок обладателей кубков    | 1/2 финала              | Бавария                  | 2:0    | 1:1        | 3:1        |            |
| 1971/72 | Кубок обладателей кубков    | Финал                   | Динамо Москва            | -      | -          | 3:2        | Победитель |
| 1973/74 | Кубок обладателей кубков    | Первый раунд            | Анкарагюджю              | 4:0    | 2:0        | 6:0        |            |
| 1973/74 | Кубок обладателей кубков    | Второй раунд            | Боруссия Мёнхенгладбах   | 3:2    | 0:3        | 3:5        |            |
| 1975/76 | Кубок европейских чемпионов | Первый раунд            | Богемианс Дублин         | 4:1    | 1:1        | 5:2        |            |
| 1975/76 | Кубок европейских чемпионов | Второй раунд            | Сент-Этьен               | 1:2    | 0:2        | 1:4        |            |
| 1976/77 | Кубок европейских чемпионов | Первый раунд            | Цюрих                    | 1:1    | 0:1        | 1:2        |            |
| 1977/78 | Кубок обладателей кубков    | Предварительный раунд   | Янг Бойз                 | 1:0    | 2:2        | 3:2        |            |
| 1977/78 | Кубок обладателей кубков    | Первый раунд            | Твенте                   | 0:0    | 0:3        | 0:3        |            |
| 1978/79 | Кубок европейских чемпионов | Первый раунд            | Ювентус                  | 2:0    | 0:1        | 2:1        |            |
| 1978/79 | Кубок европейских чемпионов | Второй раунд            | ПСВ Эйндховен            | 0:0    | 3:2        | 3:2        |            |
| 1978/79 | Кубок европейских чемпионов | 1/4 финала              | Кёльн                    | 1:1    | 0:1        | 1:2        |            |
| 1979/80 | Кубок обладателей кубков    | Предварительный раунд   | Лиллестрём               | 1:0    | 2:0        | 3:0        |            |
| 1979/80 | Кубок обладателей кубков    | Первый раунд            | Фортуна Дюссельдорф      | 2:1    | 0:0        | 2:1        |            |
| 1979/80 | Кубок обладателей кубков    | Второй раунд            | Валенсия                 | 1:3    | 1:1        | 2:4        |            |
| 1981/82 | Кубок обладателей кубков    | Первый раунд            | Дукла Прага              | 2:1    | 0:3        | 2:4        |            |
| 1982/83 | Кубок УЕФА                  | Первый раунд            | Боруссия Дортмунд        | 2:0    | 0:0        | 2:0        |            |
| 1982/83 | Кубок УЕФА                  | Второй раунд            | Кёльн                    | 2:1    | 0:5        | 2:6        |            |
| 1983/84 | Кубок обладателей кубков    | Первый раунд            | Валлетта                 | 10:0   | 8:0        | 18:0       |            |
| 1983/84 | Кубок обладателей кубков    | Второй раунд            | Порту                    | 2:1    | 0:1        | 2:2(г)     |            |
| 1984/85 | Кубок УЕФА                  | Первый раунд            | Богемианс Дублин         | 2:0    | 2:3        | 4:3        |            |
| 1984/85 | Кубок УЕФА                  | Второй раунд            | Интернационале           | 3:1    | 0:3        | 3:4        |            |
| 1985/86 | Кубок УЕФА                  | Первый раунд            | Осасуна                  | 1:0    | 0:2        | 1:2        |            |
| 1986/87 | Кубок УЕФА                  | Первый раунд            | Ильвес Тампере           | 4:0    | 0:2        | 4:2        |            |
| 1986/87 | Кубок УЕФА                  | Второй раунд            | Боавишта                 | 2:1    | 1:0        | 3:1        |            |
| 1986/87 | Кубок УЕФА                  | Третий раунд            | Боруссия Мёнхенгладбах   | 1:1    | 0:0        | 1:1(г)     |            |
| 1987/88 | Кубок европейских чемпионов | Первый раунд            | Динамо Киев              | 2:0    | 0:1        | 2:1        |            |
| 1987/88 | Кубок европейских чемпионов | Второй раунд            | Гурник Забже             | 3:1    | 1:1        | 4:2        |            |
| 1987/88 | Кубок европейских чемпионов | 1/4 финала              | Стяуа                    | 2:1    | 0:2        | 2:3        |            |
| 1988/89 | Кубок УЕФА                  | Первый раунд            | ГКС Катовице             | 1:0    | 4:2        | 5:2        |            |
| 1988/89 | Кубок УЕФА                  | Второй раунд            | Кёльн                    | 1:1    | 0:2        | 1:3        |            |
| 1989/90 | Кубок европейских чемпионов | Первый раунд            | Бавария                  | 1:3    | 0:0        | 1:3        |            |
| 1990/91 | Кубок европейских чемпионов | Первый раунд            | Валлетта                 | 6:0    | 4:0        | 10:0       |            |
| 1990/91 | Кубок европейских чемпионов | Второй раунд            | Црвена звезда            | 1:1    | 0:3        | 1:4        |            |
| 1991/92 | Кубок европейских чемпионов | Первый раунд            | Спарта Прага             | 2:1    | 0:1        | 2:2(г)     |            |
| 1992/93 | Лига чемпионов УЕФА         | Первый раунд            | Люнгбю                   | 2:0    | 1:0        | 3:0        |            |
| 1992/93 | Лига чемпионов УЕФА         | Второй раунд            | Лидс Юнайтед             | 2:1    | 2:1        | 4:2        |            |
| 1992/93 | Лига чемпионов УЕФА         | Группа А                | Олимпик Марсель          | 2:2    | 1:1        | 2-е        |            |
| 1992/93 | Лига чемпионов УЕФА         | Группа А                | Брюгге                   | 2:1    | 1:1        | 2-е        |            |
| 1992/93 | Лига чемпионов УЕФА         | Группа А                | ЦСКА Москва              | 0:0    | 1:0        | 2-е        |            |
| 1994/95 | Лига чемпионов УЕФА         | Квалификационный раунд  | АЕК (Афины)              | 0:1    | 0:2        | 0:3        |            |
| 1995/96 | Лига чемпионов УЕФА         | Квалификационный раунд  | Анортосис Фамагуста      | 1:0    | 0:0        | 1:0        |            |
| 1995/96 | Лига чемпионов УЕФА         | Группа С                | Ювентус                  | 0:4    | 1:4        | 4-е        |            |
| 1995/96 | Лига чемпионов УЕФА         | Группа С                | Боруссия Дортмунд        | 2:2    | 2:2        | 4-е        |            |
| 1995/96 | Лига чемпионов УЕФА         | Группа С                | Стяуа                    | 1:1    | 0:1        | 4-е        |            |
| 1996/97 | Лига чемпионов УЕФА         | Квалификационный раунд  | Алания                   | 3:1    | 7:2        | 10:3       |            |
| 1996/97 | Лига чемпионов УЕФА         | Группа А                | Осер                     | 1:2    | 1:2        | 4-е        |            |
| 1996/97 | Лига чемпионов УЕФА         | Группа А                | Аякс                     | 0:1    | 1:4        | 4-е        |            |
| 1996/97 | Лига чемпионов УЕФА         | Группа А                | Грассхоппер              | 2:1    | 0:3        | 4-е        |            |
| 1997/98 | Лига чемпионов УЕФА         | Первый отборочный раунд | Гёта                     | 6:0    | 5:0        | 11:0       |            |
| 1997/98 | Лига чемпионов УЕФА         | Второй отборочный раунд | Гётеборг                 | 1:1    | 0:3        | 1:4        |            |
| 1997/98 | Кубок УЕФА                  | Первый раунд            | Страсбург                | 1:2    | 1:2        | 2:4        |            |
| 1998/99 | Кубок УЕФА                  | Первый отборочный раунд | Шелбурн                  | 2:0    | 5:3        | 7:3        |            |
| 1998/99 | Кубок УЕФА                  | Второй отборочный раунд | ПАОК Салоники            | 2:0    | 0:0        | 2:0        |            |
| 1998/99 | Кубок УЕФА                  | Первый раунд            | Бейтар Иерусалим         | 4:2    | 1:1        | 5:3        |            |
| 1998/99 | Кубок УЕФА                  | Второй раунд            | Байер 04                 | 1:1    | 2:1        | 3:2        |            |
| 1998/99 | Кубок УЕФА                  | 1/8 финала              | Парма                    | 1:1    | 1:3        | 2:4        |            |
| 1999/00 | Лига чемпионов УЕФА         | Второй отборочный раунд | Хака                     | 3:0    | 4:1        | 7:1        |            |
| 1999/00 | Лига чемпионов УЕФА         | Третий отборочный раунд | Парма                    | 2:0    | 0:1        | 2:1        |            |
| 1999/00 | Лига чемпионов УЕФА         | Группа F                | Валенсия                 | 1:2    | 0:2        | 3-е        |            |
| 1999/00 | Лига чемпионов УЕФА         | Группа F                | Бавария                  | 1:1    | 0:1        | 3-е        |            |
| 1999/00 | Лига чемпионов УЕФА         | Группа F                | ПСВ Эйндховен            | 4:1    | 1:0        | 3-е        |            |
| 1999/00 | Кубок УЕФА                  | Первый раунд            | Боруссия Дортмунд        | 2:0    | 0:2        | 2:21:3     |            |
| 2000/01 | Лига чемпионов УЕФА         | Второй отборочный раунд | Каунас                   | 4:1    | 0:0        | 4:1        |            |
| 2000/01 | Лига чемпионов УЕФА         | Третий отборочный раунд | Херфёльге                | 3:0    | 3:0        | 6:0        |            |
| 2000/01 | Лига чемпионов УЕФА         | Группа D                | Штурм                    | 5:0    | 0:2        | 3-е        |            |
| 2000/01 | Лига чемпионов УЕФА         | Группа D                | Галатасарай              | 0:0    | 2:3        | 3-е        |            |
| 2000/01 | Лига чемпионов УЕФА         | Группа D                | Монако                   | 2:2    | 1:0        | 3-е        |            |
| 2000/01 | Кубок УЕФА                  | Первый раунд            | Кайзерслаутерн           | 1:0    | 0:3        | 1:3        |            |
| 2001/02 | Лига чемпионов УЕФА         | Второй отборочный раунд | Марибор                  | 3:1    | 3:0        | 6:1        |            |
| 2001/02 | Лига чемпионов УЕФА         | Третий отборочный раунд | Фенербахче               | 0:0    | 1:2        | 1:2        |            |
| 2001/02 | Кубок УЕФА                  | Первый раунд            | Анжи                     | 1:0    | 1:0        | 1:0        |            |
| 2001/02 | Кубок УЕФА                  | Второй раунд            | Динамо Москва            | 3:1    | 4:1        | 7:2        |            |
| 2001/02 | Кубок УЕФА                  | Третий раунд            | Пари Сен-Жермен          | 0:0    | 0:0        | 0:04:3     |            |
| 2001/02 | Кубок УЕФА                  | 1/8 финала              | Фейеноорд                | 1:1    | 2:3        | 3:4        |            |
| 2002/03 | Кубок УЕФА                  | Первый раунд            | Виктория Жижков          | 3:1(д) | 0:2        | 3:3(г)     |            |
| 2003/04 | Лига чемпионов УЕФА         | Третий отборочный раунд | Копенгаген               | 1:1    | 2:1        | 3:2        |            |
| 2003/04 | Лига чемпионов УЕФА         | Группа Е                | Манчестер Юнайтед        | 0:1    | 0:3        | 4-е        |            |
| 2003/04 | Лига чемпионов УЕФА         | Группа Е                | Штутгарт                 | 2:1    | 0:1        | 4-е        |            |
| 2003/04 | Лига чемпионов УЕФА         | Группа Е                | Панатинаикос             | 1:3    | 1:1        | 4-е        |            |
| 2004/05 | Лига чемпионов УЕФА         | Третий отборочный раунд | ЦСКА (Москва)            | 1:1    | 1:2        | 2:3        |            |
| 2004/05 | Кубок УЕФА                  | Первый раунд            | Маритиму                 | 1:0    | 0:1        | 1:14:2     |            |
| 2004/05 | Кубок УЕФА                  | Группа F                | АЗ Алкмаар               | -      | 0:1        | 4-е        |            |
| 2004/05 | Кубок УЕФА                  | Группа F                | Осер                     | 0:2    | -          | 4-е        |            |
| 2004/05 | Кубок УЕФА                  | Группа F                | Амика                    | -      | 5:0        | 4-е        |            |
| 2004/05 | Кубок УЕФА                  | Группа F                | ГАК                      | 3:0    | -          | 4-е        |            |
| 2005/06 | Лига чемпионов УЕФА         | Третий отборочный раунд | Анортосис Фамагуста      | 2:0    | 2:1        | 4:1        |            |
| 2005/06 | Лига чемпионов УЕФА         | Группа H                | Интер                    | 1:1    | 0:1        | 2-е        |            |
| 2005/06 | Лига чемпионов УЕФА         | Группа H                | Артмедиа Петржалка       | 0:0    | 2:2        | 2-е        |            |
| 2005/06 | Лига чемпионов УЕФА         | Группа H                | Порту                    | 3:2    | 1:1        | 2-е        |            |
| 2005/06 | Лига чемпионов УЕФА         | 1/8 финала              | Вильярреал               | 2:2    | 1:1        | 3:3(г)     |            |
| 2006/07 | Кубок УЕФА                  | Первый раунд            | Молде                    | 2:0    | 0:0        | 2:0        |            |
| 2006/07 | Кубок УЕФА                  | Группа А                | Маккаби (Хайфа)          | 2:0    | -          | 1-е        |            |
| 2006/07 | Кубок УЕФА                  | Группа А                | Ливорно                  | -      | 3:2        | 1-е        |            |
| 2006/07 | Кубок УЕФА                  | Группа А                | Партизан Белград         | 1:0    | -          | 1-е        |            |
| 2006/07 | Кубок УЕФА                  | Группа А                | Осер                     | -      | 2:2        | 1-е        |            |
| 2006/07 | Кубок УЕФА                  | 1/16 финала             | Хапоэль Тель-Авив        | 4:0    | 1:2        | 5:2        |            |
| 2006/07 | Кубок УЕФА                  | 1/8 финала              | Осасуна                  | 1:1    | 0:1        | 1:2        |            |
| 2007/08 | Лига чемпионов УЕФА         | Второй отборочный раунд | Зета                     | 2:0    | 1:0        | 3:0        |            |
| 2007/08 | Лига чемпионов УЕФА         | Третий отборочный раунд | Црвена Звезда            | 1:0    | 0:0        | 1:0        |            |
| 2007/08 | Лига чемпионов УЕФА         | Группа Е                | Барселона                | 0:0    | 0:2        | 3-е        |            |
| 2007/08 | Лига чемпионов УЕФА         | Группа Е                | Лион                     | 0:3    | 3:0        | 3-е        |            |
| 2007/08 | Лига чемпионов УЕФА         | Группа Е                | Штутгарт                 | 2:1    | 2:3        | 3-е        |            |
| 2007/08 | Кубок УЕФА                  | 1/16 финала             | Панатинаикос             | 0:0    | 1:1        | 1:1(г)     |            |
| 2007/08 | Кубок УЕФА                  | 1/8 финала              | Вердер Бремен            | 2:0    | 0:1        | 2:1        |            |
| 2007/08 | Кубок УЕФА                  | 1/4 финала              | Спортинг Лиссабон        | 0:0    | 2:0        | 2:0        |            |
| 2007/08 | Кубок УЕФА                  | 1/2 финала              | Фиорентина               | 0:0    | 0:0        | 0:04:2     |            |
| 2007/08 | Кубок УЕФА                  | Финал                   | Зенит СПб                | -      | -          | 0:2        | Финалист   |
| 2008/09 | Лига чемпионов УЕФА         | Второй отборочный раунд | Каунас                   | 0:0    | 1:2        | 1:2        |            |
| 2009/10 | Лига чемпионов УЕФА         | Группа G                | Севилья                  | 1:4    | 0:1        | 4-е        |            |
| 2009/10 | Лига чемпионов УЕФА         | Группа G                | Штутгарт                 | 0:2    | 1:1        | 4-е        |            |
| 2009/10 | Лига чемпионов УЕФА         | Группа G                | Униря Урзичени           | 1:4    | 1:1        | 4-е        |            |
| 2010/11 | Лига чемпионов УЕФА         | Группа С                | Манчестер Юнайтед        | 0:1    | 0:0        | 3-е        |            |
| 2010/11 | Лига чемпионов УЕФА         | Группа С                | Валенсия                 | 1:1    | 0:3        | 3-е        |            |
| 2010/11 | Лига чемпионов УЕФА         | Группа С                | Бурсаспор                | 1:0    | 1:1        | 3-е        |            |
| 2010/11 | Лига Европы УЕФА            | 1/16 финала             | Спортинг Лиссабон        | 1:1    | 2:2        | 3:3(г)     |            |
| 2010/11 | Лига Европы УЕФА            | 1/8 финала              | ПСВ Эйндховен            | 0:1    | 0:0        | 0:1        |            |
| 2011/12 | Лига чемпионов УЕФА         | Третий отборочный раунд | Мальмё                   | 0:1    | 1:1        | 1:2        |            |
| 2011/12 | Лига Европы УЕФА            | Раунд плей-офф          | Марибор                  | 1:1    | 1:2        | 2:3        |            |
| 2017/18 | Лига Европы УЕФА            | Первый отборочный раунд | Прогрес                  | 1:0    | 0:2        | 1:2        |            |
| 2018/19 | Лига Европы УЕФА            | Первый отборочный раунд | Шкупи                    | 2:0    | 0:0        | 2:0        |            |
| 2018/19 | Лига Европы УЕФА            | Второй отборочный раунд | Осиек                    | 1:1    | 1:0        | 2:1        |            |
| 2018/19 | Лига Европы УЕФА            | Третий отборочный раунд | Марибор                  | 3:1    | 0:0        | 3:1        |            |
| 2018/19 | Лига Европы УЕФА            | Раунд плей-офф          | Уфа                      | 1:0    | 1:1        | 2:1        |            |
| 2018/19 | Лига Европы УЕФА            | Группа G                | Вильярреал               | 0:0    | 2:2        | 3-е        |            |
| 2018/19 | Лига Европы УЕФА            | Группа G                | Рапид (Вена)             | 3:1    | 0:1        | 3-е        |            |
| 2018/19 | Лига Европы УЕФА            | Группа G                | Спартак Москва           | 0:0    | 3:4        | 3-е        |            |
| 2019/20 | Лига Европы УЕФА            | Первый отборочный раунд | Сент-Джозефс             | 6:0    | 4:0        | 10:0       |            |
| 2019/20 | Лига Европы УЕФА            | Второй отборочный раунд | Прогрес                  | 2:0    | 0:0        | 2:0        |            |
| 2019/20 | Лига Европы УЕФА            | Третий отборочный раунд | Мидтьюлланн              | 3:1    | 4:2        | 7:3        |            |
| 2019/20 | Лига Европы УЕФА            | Раунд плей-офф          | Легия                    | 1:0    | 0:0        | 1:0        |            |
| 2019/20 | Лига Европы УЕФА            | Группа G                | Порту                    | 2:0    | 1:1        | 2-е        |            |
| 2019/20 | Лига Европы УЕФА            | Группа G                | Янг Бойз                 | 1:1    | 1:2        | 2-е        |            |
| 2019/20 | Лига Европы УЕФА            | Группа G                | Фейеноорд                | 1:0    | 2:2        | 2-е        |            |
| 2019/20 | Лига Европы УЕФА            | 1/16 финала             | Брага                    | 3:2    | 1:0        | 4:2        |            |
| 2019/20 | Лига Европы УЕФА            | 1/8 финала              | Байер 04                 | 1:3    | 0:1        | 1:4        |            |
| 2020/21 | Лига Европы УЕФА            | Второй отборочный раунд | Линкольн Ред Импс        | —      | 5:0        | 5:0        |            |
| 2020/21 | Лига Европы УЕФА            | Третий отборочный раунд | Виллем II                | —      | 4:0        | 4:0        |            |
| 2020/21 | Лига Европы УЕФА            | Раунд плей-офф          | Галатасарай              | 2:1    | —          | 2:1        |            |
| 2020/21 | Лига Европы УЕФА            | Группа D                | Бенфика                  | 2:2    | 3:3        | 1-е        |            |
| 2020/21 | Лига Европы УЕФА            | Группа D                | Стандард                 | 3:2    | 2:0        | 1-е        |            |
| 2020/21 | Лига Европы УЕФА            | Группа D                | Лех                      | 1:0    | 2:0        | 1-е        |            |
| 2020/21 | Лига Европы УЕФА            | 1/16 финала             | Антверпен                | 5:2    | 4:3        | 9:5        |            |
| 2020/21 | Лига Европы УЕФА            | 1/8 финала              | Славия Прага             | 0:2    | 1:1        | 1:3        |            |
| 2021/22 | Лига чемпионов УЕФА         | Третий отборочный раунд | Мальмё                   | 1:2    | 1:2        | 2:4        |            |
| 2021/22 | Лига Европы УЕФА            | Раунд плей-офф          | Алашкерт                 | 1:0    | 0:0        | 1:0        |            |
| 2021/22 | Лига Европы УЕФА            | Группа A                | Олимпик Лион             | 0:2    | 1:1        | 2-е        |            |
| 2021/22 | Лига Европы УЕФА            | Группа A                | Спарта                   | 2:0    | 0:1        | 2-е        |            |
| 2021/22 | Лига Европы УЕФА            | Группа A                | Брондбю                  | 2:0    | 1:1        | 2-е        |            |
| 2021/22 | Лига Европы УЕФА            | 1/16 финала             | Боруссия                 | 2:2    | 4:2        | 6:4        |            |
| 2021/22 | Лига Европы УЕФА            | 1/8 финала              | Црвена звезда            | 3:0    | 1:2        | 4:2        |            |
| 2021/22 | Лига Европы УЕФА            | 1/4 финала              | Брага                    | 0:1    | 3:1 (д.в.) | 3:2        |            |
| 2021/22 | Лига Европы УЕФА            | 1/2 финала              | РБ Лейпциг               | 3:1    | 0:1        | 3:2        |            |
| 2021/22 | Лига Европы УЕФА            | Финал                   | Айнтрахт                 | 1:14:5 | 1:14:5     | 1:14:5     | Финалист   |

## Текущий состав
| 1  | Англия       | Вр  | Джек Батленд (вице-капитан)                          | 1993 |  |  |  |  |  |
| 31 | Шотландия    | Вр  | Лиам Келли                                           | 1996 |  |  |  |  |  |
| 32 | Шотландия    | Вр  | Киран Райт                                           | 1999 |  |  |  |  |  |
|    |              |     |                                                      |      |  |  |  |  |  |
| 2  | Англия       | Защ | Джеймс Тавернье (капитан)                            | 1991 |  |  |  |  |  |
| 3  | Англия       | Защ | Макс Эронз (в аренде из «Борнмута»)                  | 2000 |  |  |  |  |  |
| 5  | Шотландия    | Защ | Джон Суттар                                          | 1996 |  |  |  |  |  |
| 19 | Франция      | Защ | Клинтон Нсиала                                       | 2004 |  |  |  |  |  |
| 21 | Англия       | Защ | Дюжон Стерлинг                                       | 1999 |  |  |  |  |  |
| 22 | Бразилия     | Защ | Жефте                                                | 2003 |  |  |  |  |  |
| 24 | Буркина-Фасо | Защ | Нассер Джига (в аренде из «Вулверхэмптон Уондерерс») | 2002 |  |  |  |  |  |
| 26 | Англия       | Защ | Бен Дэвис                                            | 1995 |  |  |  |  |  |
| 33 | Турция       | Защ | Рыдван Йылмаз                                        | 2001 |  |  |  |  |  |
| 37 | Англия       | Защ | Эммануэль Фернандес                                  | 2001 |  |  |  |  |  |
| 38 | Шотландия    | Защ | Леон Кинг                                            | 2004 |  |  |  |  |  |
| 44 | Шотландия    | Защ | Робби Фрейзер                                        | 2003 |  |  |  |  |  |
|    |              |     |                                                      |      |  |  |  |  |  |
| 6  | Англия       | ПЗ  | Джо Ротуэлл                                          | 1995 |  |  |  |  |  |
| 8  | Шотландия    | ПЗ  | Коннор Баррон                                        | 2002 |  |  |  |  |  |

| 10 | Кот-д’Ивуар | ПЗ  | Мохаммед Диоманде                           | 2001 |  |  |  |  |  |
| 11 | Норвегия    | ПЗ  | Тело Осгор                                  | 2002 |  |  |  |  |  |
| 14 | Албания     | ПЗ  | Недим Байрами                               | 1999 |  |  |  |  |  |
| 15 | Эквадор     | ПЗ  | Хосе Сифуэнтес                              | 1999 |  |  |  |  |  |
| 16 | Шотландия   | ПЗ  | Лайалл Кэмерон                              | 2002 |  |  |  |  |  |
| 20 | Англия      | ПЗ  | Киран Дауэлл                                | 1997 |  |  |  |  |  |
| 43 | Бельгия     | ПЗ  | Николас Раскин                              | 2001 |  |  |  |  |  |
| 47 | Англия      | ПЗ  | Майки Мур (в аренде из «Тоттенхэм Хотспур») | 2000 |  |  |  |  |  |
| 48 | Англия      | ПЗ  | Пол Нсио                                    | 2006 |  |  |  |  |  |
| 49 | Шотландия   | ПЗ  | Бейли Райс                                  | 2006 |  |  |  |  |  |
| 52 | Шотландия   | ПЗ  | Финдли Кёртис                               | 2006 |  |  |  |  |  |
|    |             |     |                                             |      |  |  |  |  |  |
| 7  | Колумбия    | Нап | Оскар Кортес                                | 2003 |  |  |  |  |  |
| 9  | Нигерия     | Нап | Сирил Дессерс                               | 1994 |  |  |  |  |  |
| 17 | Уэльс       | Нап | Рабби Матондо                               | 2000 |  |  |  |  |  |
| 18 | Финляндия   | Нап | Оливер Антман                               | 2001 |  |  |  |  |  |
| 23 | Франция     | Нап | Джейди Гассама                              | 2003 |  |  |  |  |  |
| 29 | Марокко     | Нап | Хамза Игаман                                | 2002 |  |  |  |  |  |
| 99 | Бразилия    | Нап | Данило                                      | 1999 |  |  |  |  |  |

### Игроки в аренде
| №  |                   | Поз. | Имя                                                   | Год рождения |
| -- | ----------------- | ---- | ----------------------------------------------------- | ------------ |
| 54 | Северная Ирландия | Вр   | Мэйсон Манн (в «Данфермлин Атлетике» до 30 июня 2026) | 2006         |
| —  | Шотландия         | Вр   | Алфи Холлиуэлл (в «Альбион Роверсе» до 30 июня 2026)  | 2006         |

| №  |                   | Поз. | Имя                                                    | Год рождения |
| -- | ----------------- | ---- | ------------------------------------------------------ | ------------ |
| 55 | Шотландия         | Защ  | Джек Уилли (в «Келти Хартсе» до 30 июня 2026)          | 2003         |
| 45 | Северная Ирландия | Нап  | Росс Маккосланд (в «Арисе (Лимасоле)» до 30 июня 2026) | 2003         |

## Трансферы 2025/2026

### Лето 2025
| Поз. | Игрок               | Предыдущий клуб         |
| ---- | ------------------- | ----------------------- |
| Вр   | Киран Райт**        | Эйрдрионианс            |
| Вр   | Льюис Будинауцкас** | Партик Тисл             |
| Защ  | Бен Дэвис**         | Бирмингем Сити          |
| Защ  | Леон Кинг**         | Куинз Парк              |
| Защ  | Робби Фрейзер**     | Ливингстон              |
| Защ  | Адам Девайн**       | Куинз Парк              |
| Защ  | Джонли Ифеко**      | Эксетер Сити            |
| Защ  | Джек Харкнесс**     | Стерлинг Альбион        |
| Защ  | Макс Эронз*         | Борнмут                 |
| Защ  | Нассер Джига*       | Вулверхэмптон Уондерерс |
| Защ  | Эммануэль Фернандес | Питерборо Юнайтед       |
| ПЗ   | Хосе Сифуэнтес**    | Арис (Салоники)         |
| ПЗ   | Киран Дауэлл**      | Бирмингем Сити          |
| ПЗ   | Коул Маккиннон**    | Эр Юнайтед              |
| ПЗ   | Лайалл Кэмерон      | Данди                   |
| ПЗ   | Тело Осгор          | Лутон Таун              |
| ПЗ   | Джо Ротуэлл         | Борнмут                 |
| ПЗ   | Майки Мур*          | Тоттенхэм Хотспур       |
| Нап  | Рабби Матондо**     | Ганновер 96             |
| Нап  | Арчи Стивенс**      | Данфермлин Атлетик      |
| Нап  | Оскар Кортес        | Ланс                    |
| Нап  | Джейди Гассама      | Шеффилд Уэнсдей         |
| Нап  | Оливер Антман       | Гоу Эхед Иглз           |

| Поз. | Игрок                | Новый клуб         |
| ---- | -------------------- | ------------------ |
| Вр   | Льюис Будинауцкас    | Партик Тисл        |
| Вр   | Мэйсон Манн*         | Данфермлин Атлетик |
| Вр   | Алфи Холлиуэлл*      | Альбион Роверс     |
| Защ  | Рафаэл Фернандеш**   | Лилль              |
| Защ  | Нерайшо Касанвирьо** | Фейеноорд          |
| Защ  | Леон Балогун***      | Арис (Лимасол)     |
| Защ  | Адам Девайн***       | Свободный агент    |
| Защ  | Джонли Ифеко         | Эксетер Сити       |
| Защ  | Джек Харкнесс***     | Стерлинг Альбион   |
| Защ  | Робин Прёппер        | Твенте             |
| Защ  | Джек Уилли*          | Келти Хартс        |
| ПЗ   | Коул Маккиннон***    | Свободный агент    |
| ПЗ   | Янис Хаджи***        | Свободный агент    |
| Нап  | Вацлав Черный**      | Вольфсбург         |
| Нап  | Оскар Кортес**       | Ланс               |
| Нап  | Том Лоуренс***       | Свободный агент    |
| Нап  | Арчи Стивенс***      | Свободный агент    |
| Нап  | Росс Маккосланд*     | Арис (Лимасол)     |